# Suzuki Solio
Suzuki Solio (яп. スズキ・ソリオ, Suzuki Sorio) — минивэн, разработанный и выпускающийся японской компанией Suzuki с 1997 года. 

## Wagon R-Wide (MA61S/MB61S; 1997)
Предшественник Solio, Wagon R-Wide, был представлен в феврале 1997 года как немного увеличенная версия Wagon R, превосходящая технические характеристики кей-каров, с двигателями объёмом 1 или 1,2 литра. На европейском рынке автомобиль продавался под названием Wagon R+ с атмосферными двигателями 1.0 K10A и 1.2 K12A. Конкурентом модели являлся Daihatsu Move. В мае 1998 года был представлен обновлённый вариант — Wagon R-Wide. В Европе первое поколение Wagon R+ продавалось с 1997 по май 2000 года.

Атмосферный двигатель K10A объёмом 996 см3 развивает мощность 48 кВт (65 л. с.) и крутящий момент 88 Н⋅м, в то время как турбированный двигатель развивает мощность 74 кВт (100 л. с.) и крутящий момент 118 Н⋅м. Версии с турбированными двигателями продавались только в Японии, Новой Зеландии и Австралии. 1,2-литровый двигатель K12A развивает мощность 51 кВт (70 л. с.) и крутящий момент 93 Н⋅м.

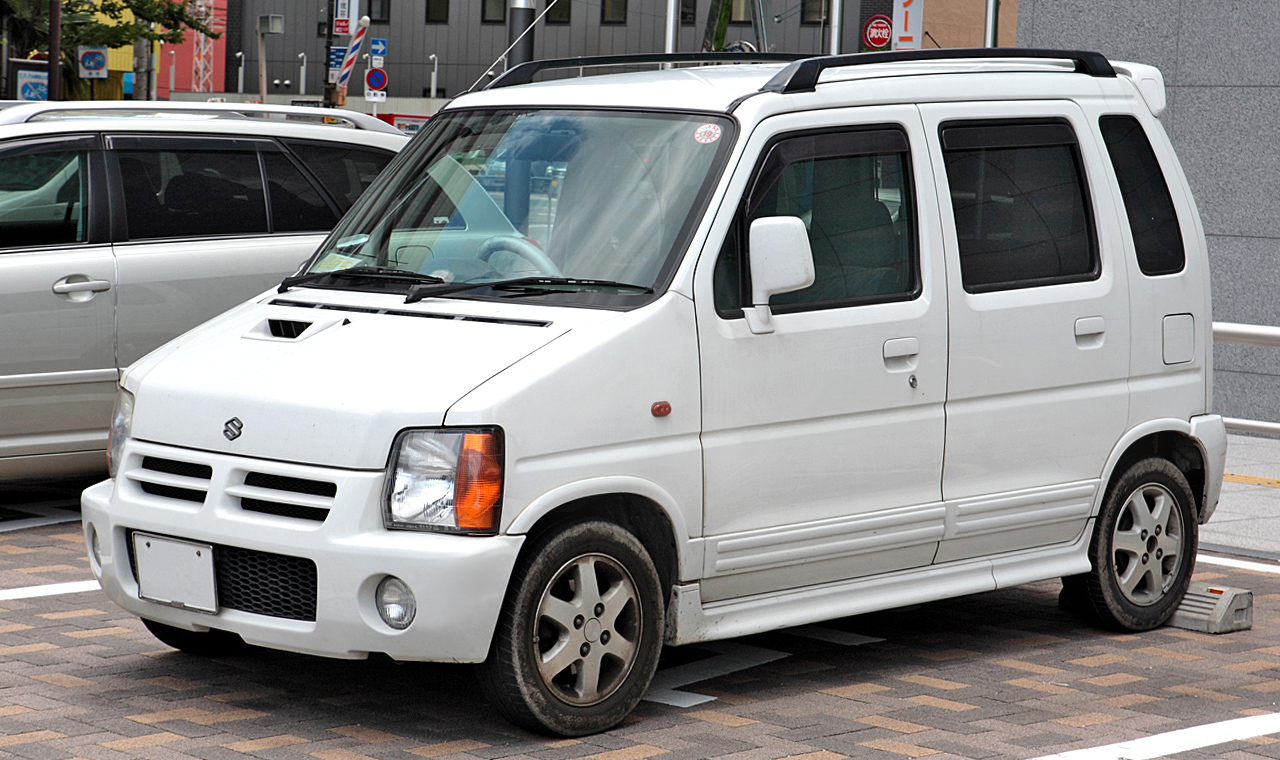
Suzuki Wagon R-Wide
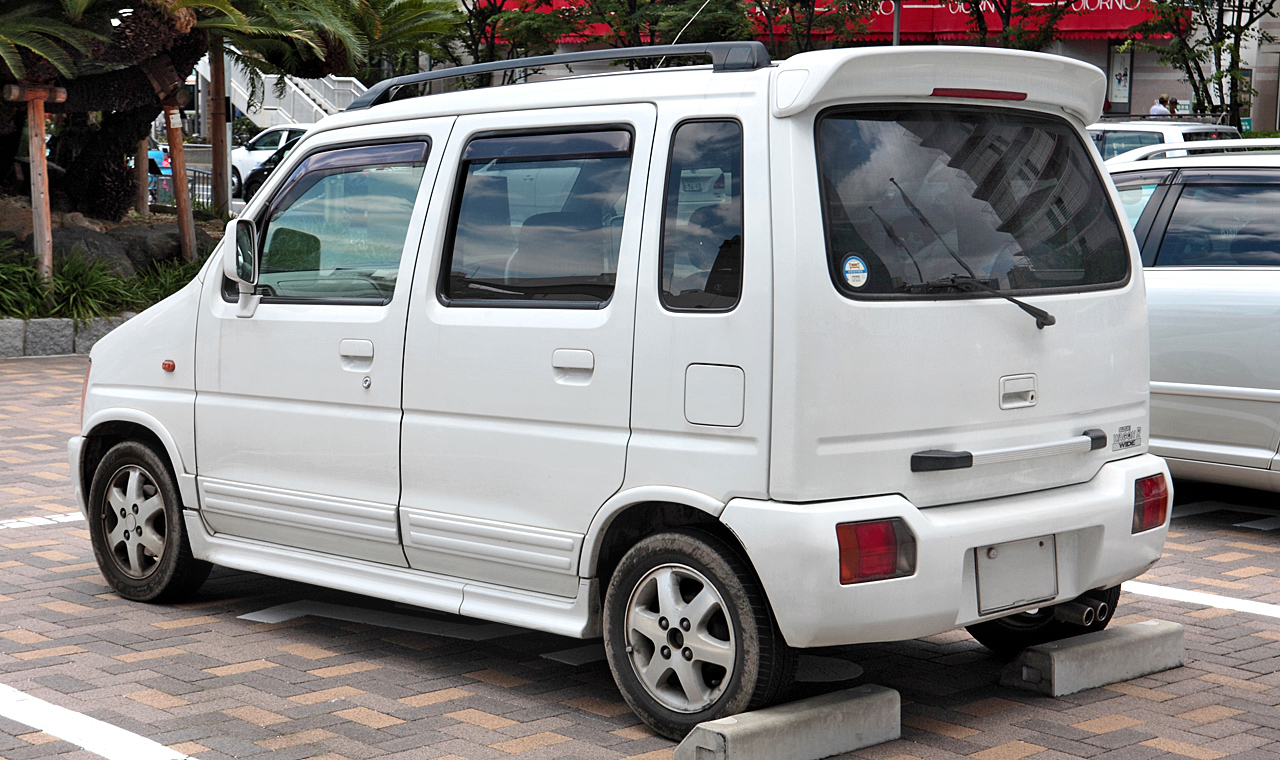
Вид сзади
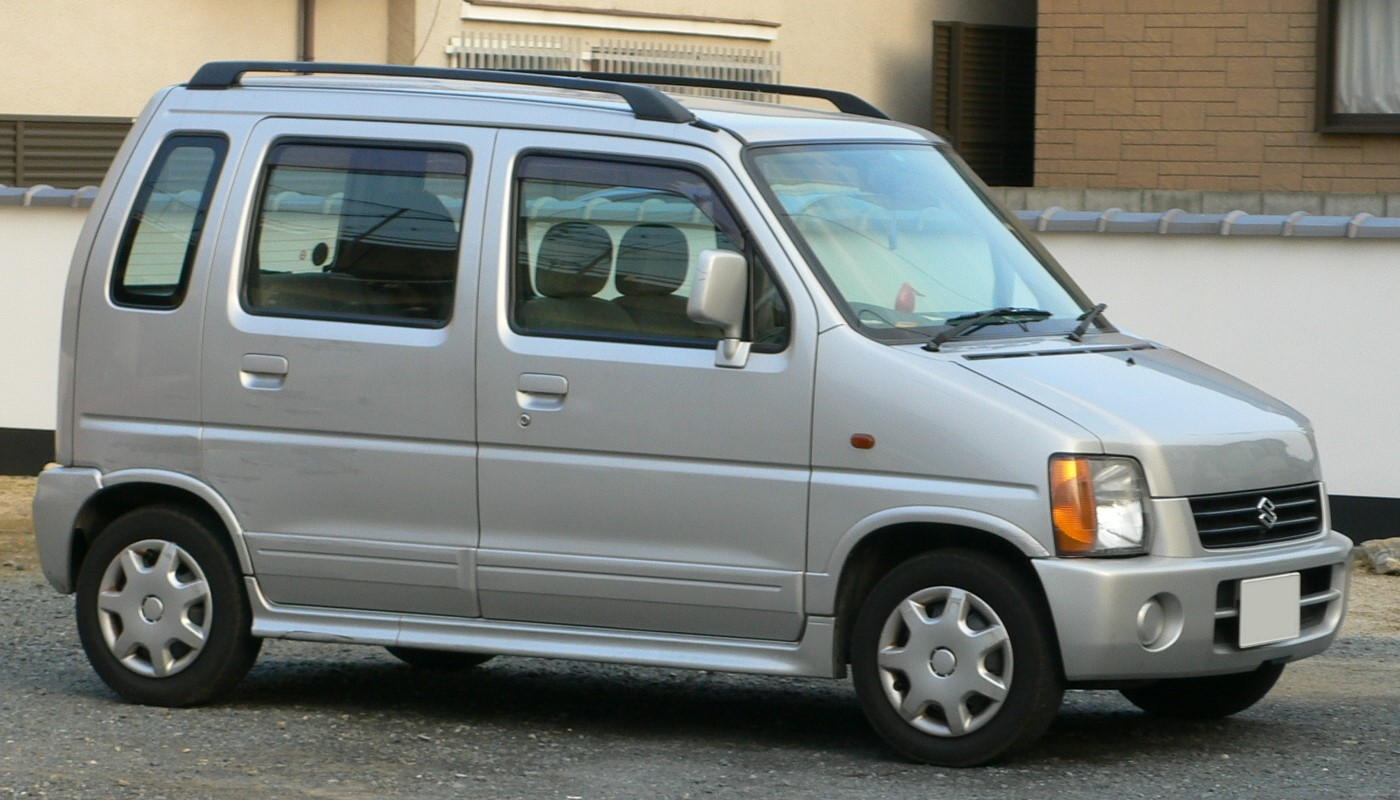
Фейслифтинговый Suzuki Wagon R-Wide в Японии
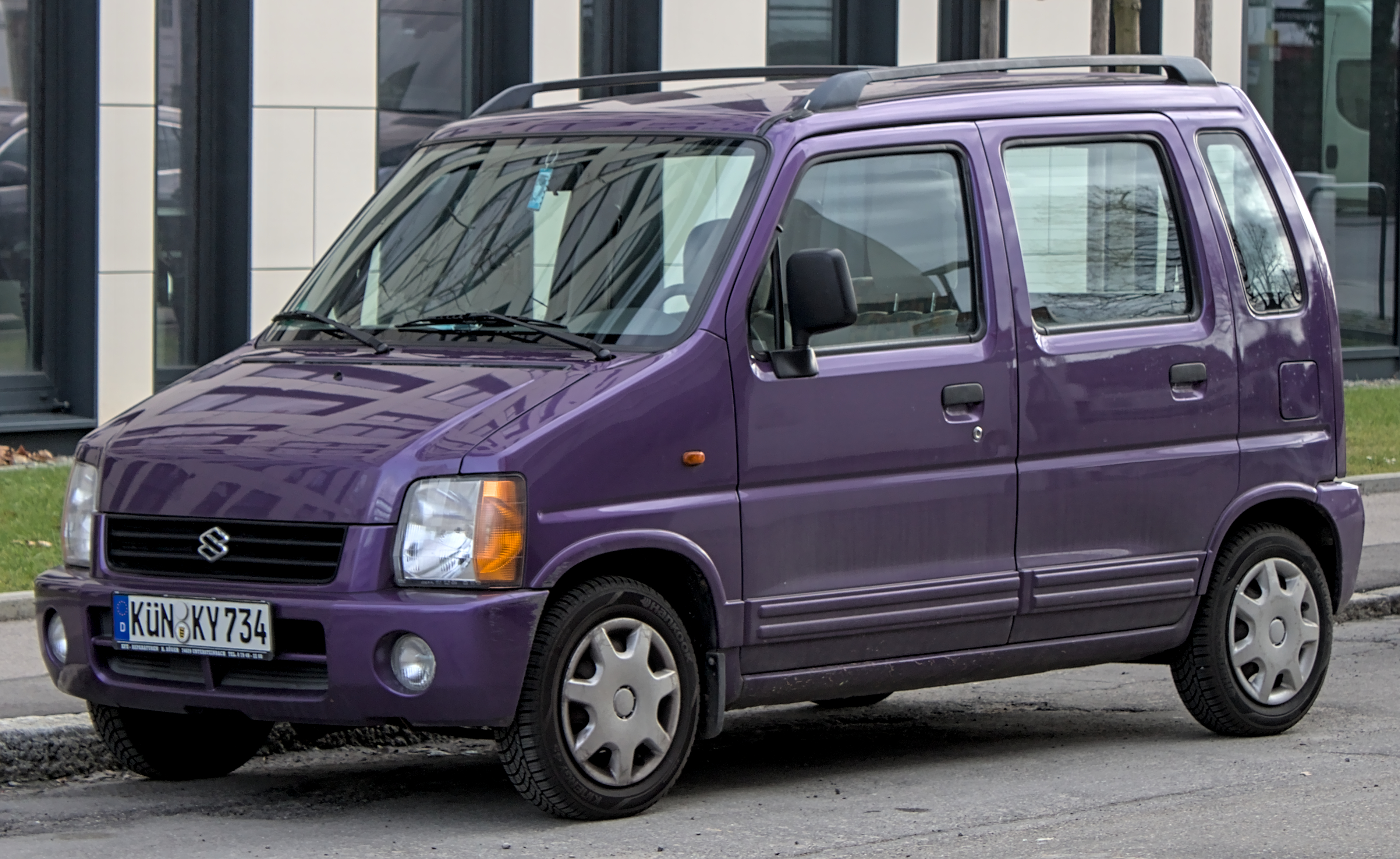
Фейслифтинговый Suzuki Wagon R+ в Германии
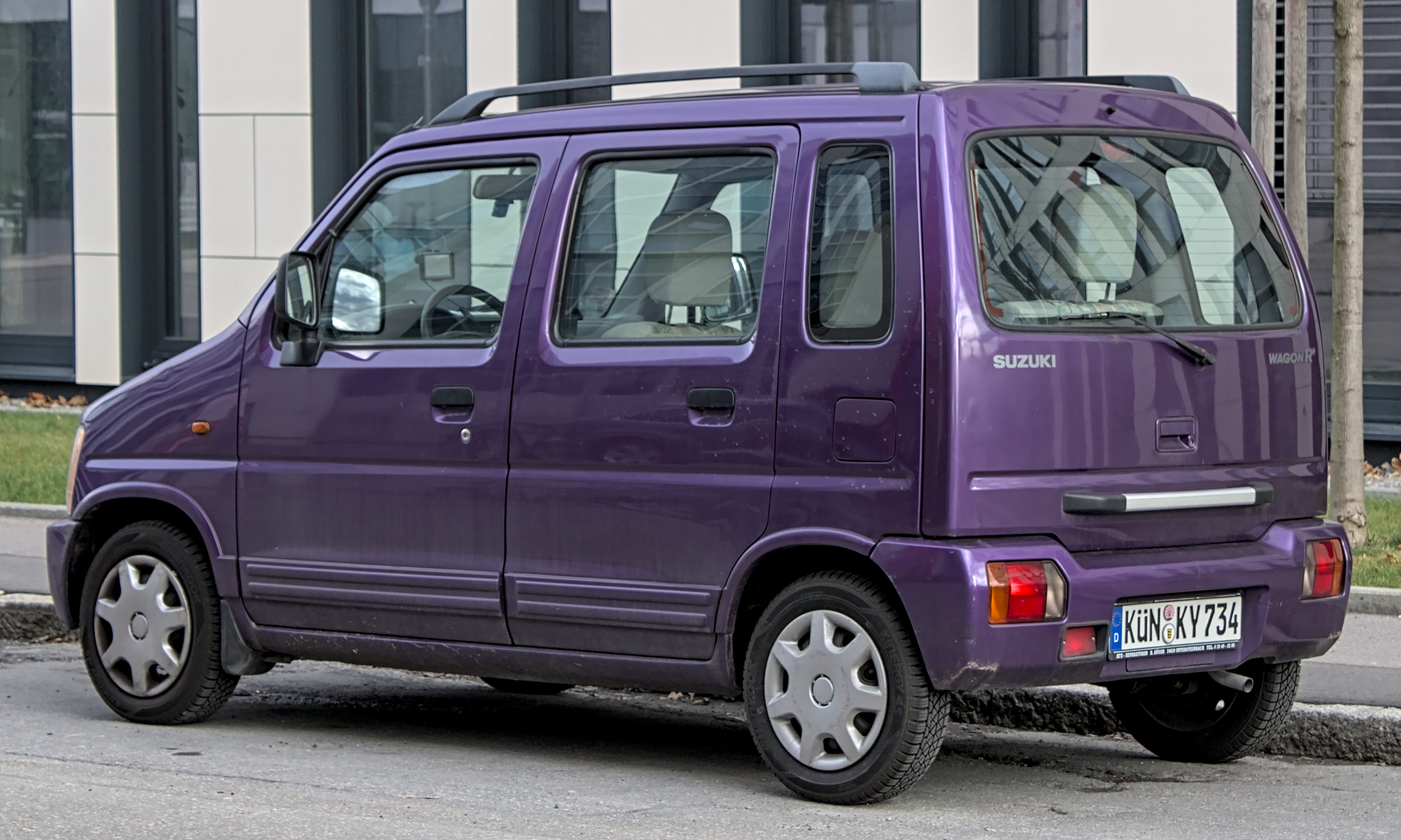
Вид сзади
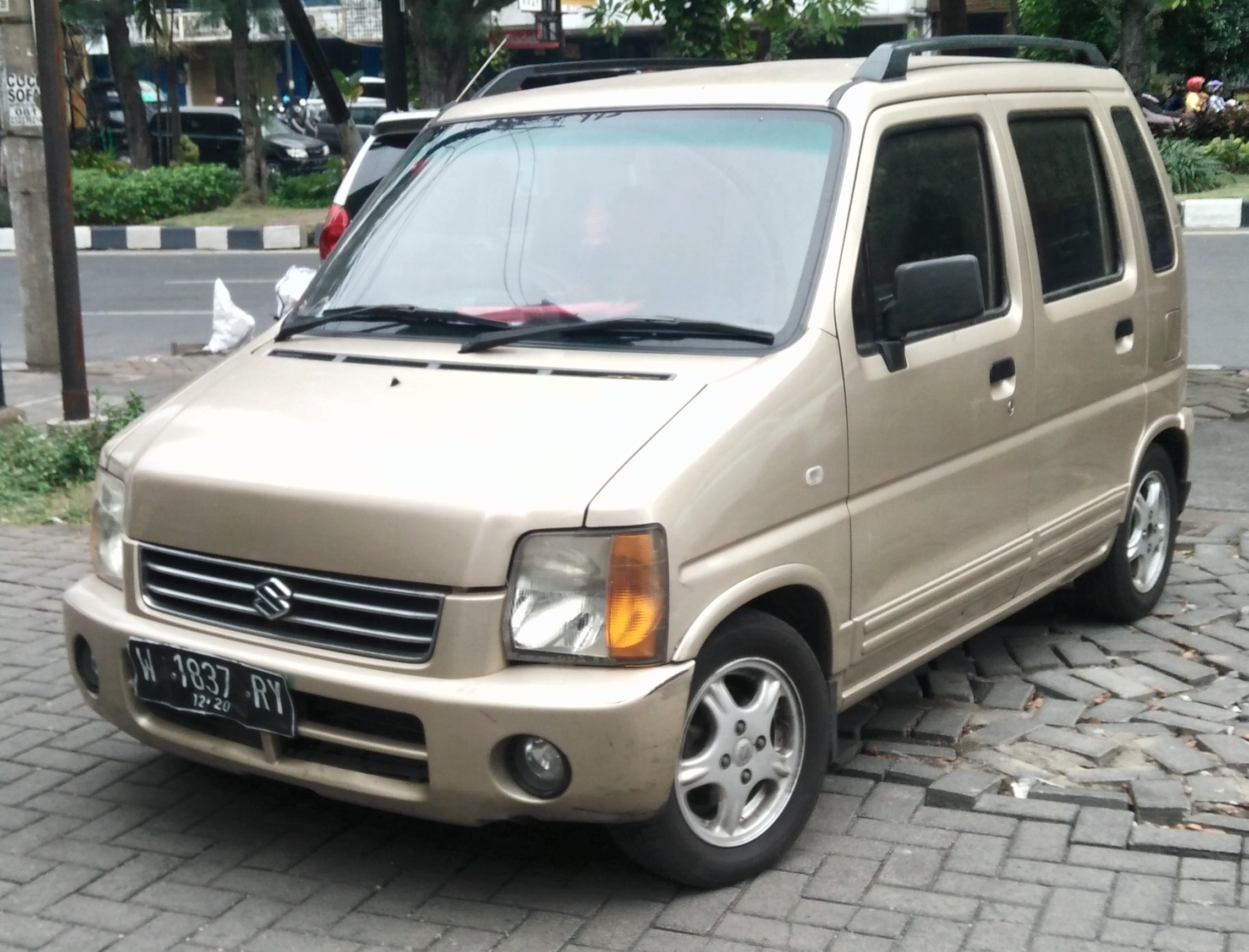
Suzuki Karimun GX (Индонезия)
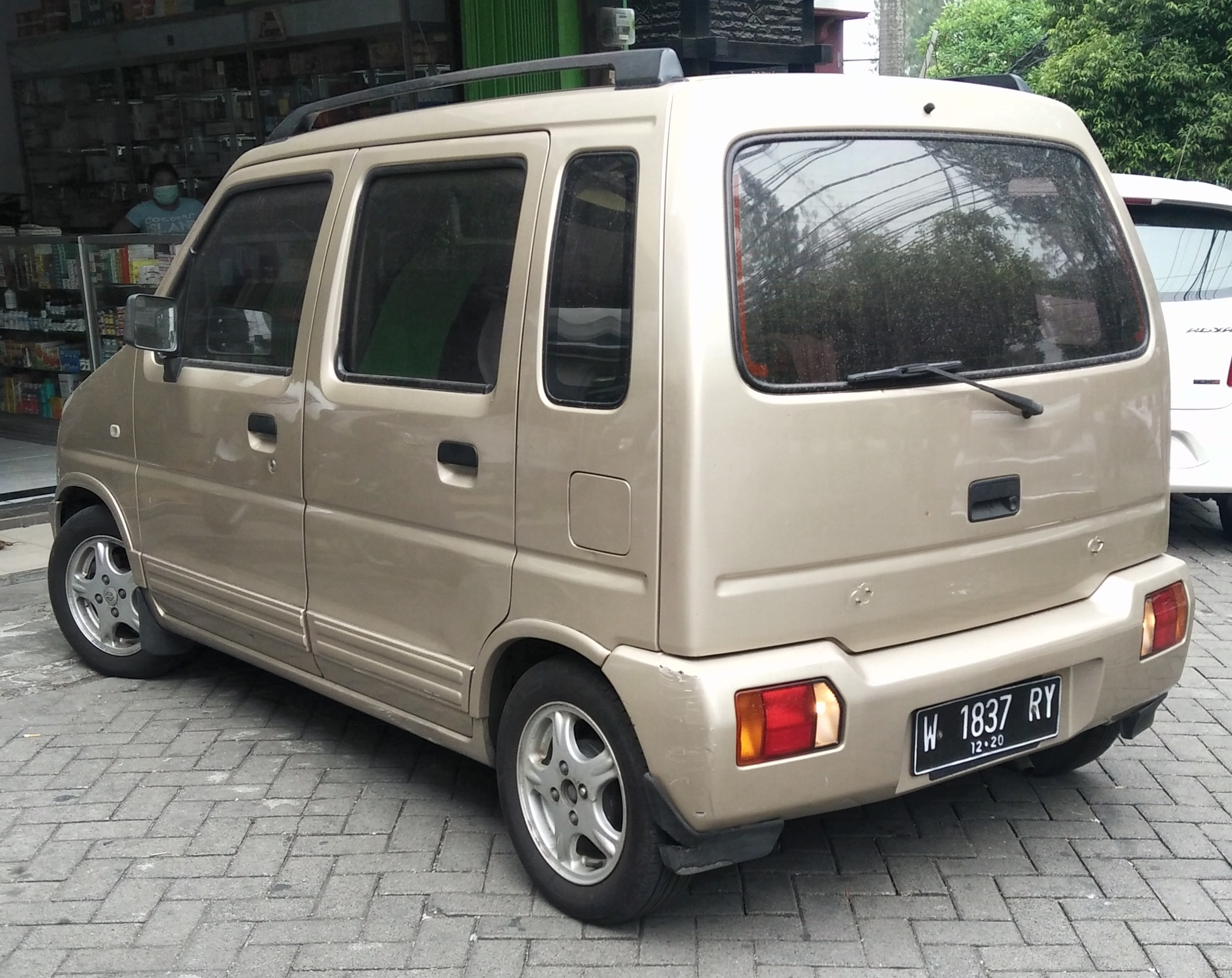
Вид сзади

## Первое поколение (MA63S/MA64S/MA32S; 1999)
Wagon R+ был запущен в производство в мае 1999 года в Японии в роли преемника Wagon R-Wide. На европейском рынке продажи автомобиля начались летом 2000 года. Основное различие между JDM Wagon R+ и европейским Wagon R+ заключается в дверных ручках, которые на моделях JDM были окрашены в цвет кузова, в то время как европейские модели имеют чёрные дверные ручки.

В декабре 2000 года версия для японского рынка была переименована в Wagon R Solio. Комплектации: X и 1.3. В июне 2002 года в модельный ряд была добавлена комплектация 1.0 E. В августе 2003 года был выпущен Wagon R-Solio, а в апреле 2004 года Wagon R-Solio был переименован в Solio. В августе 2005 года автомобили были обновлены.

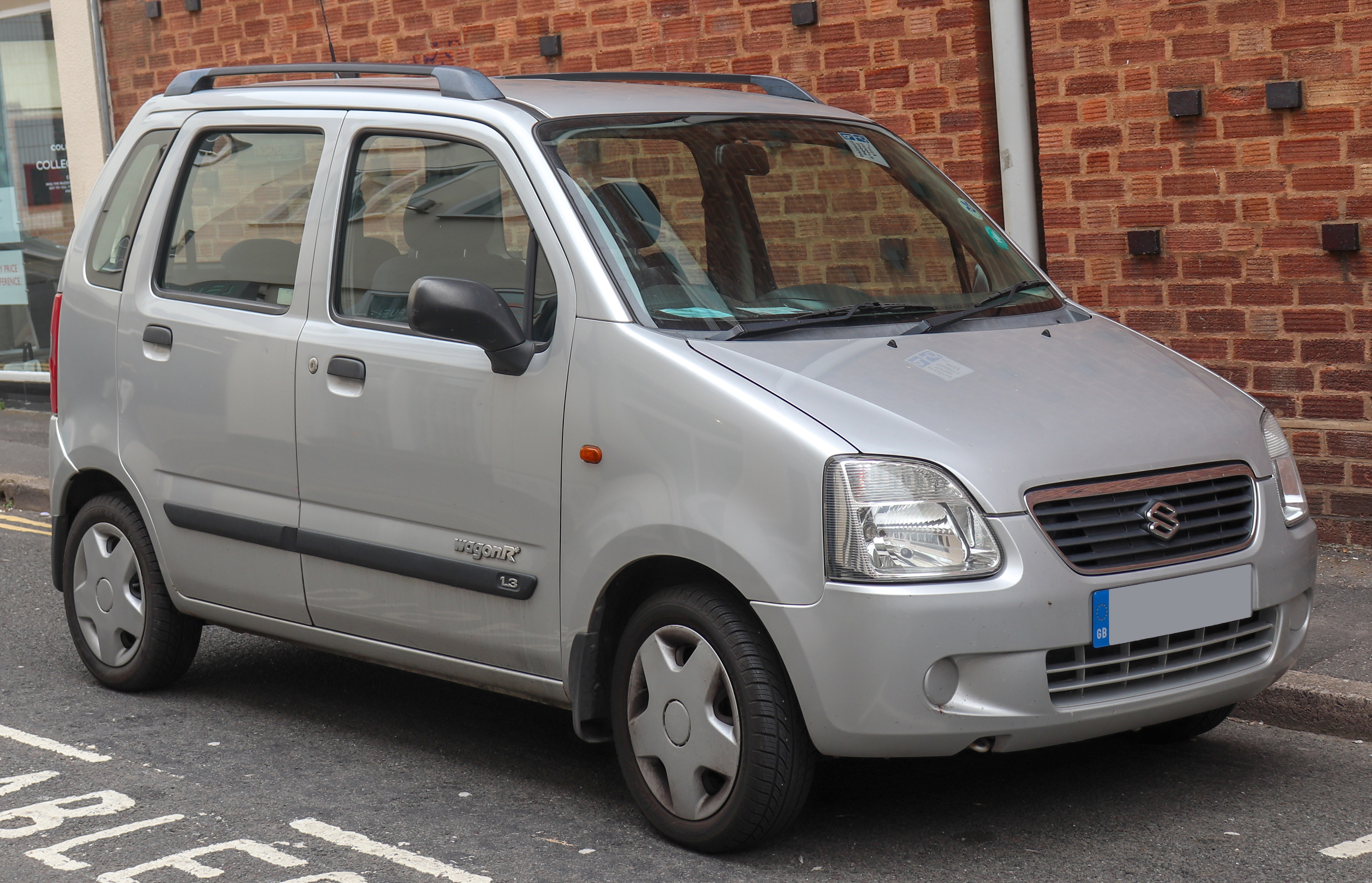
2003 Suzuki Wagon R+ GL
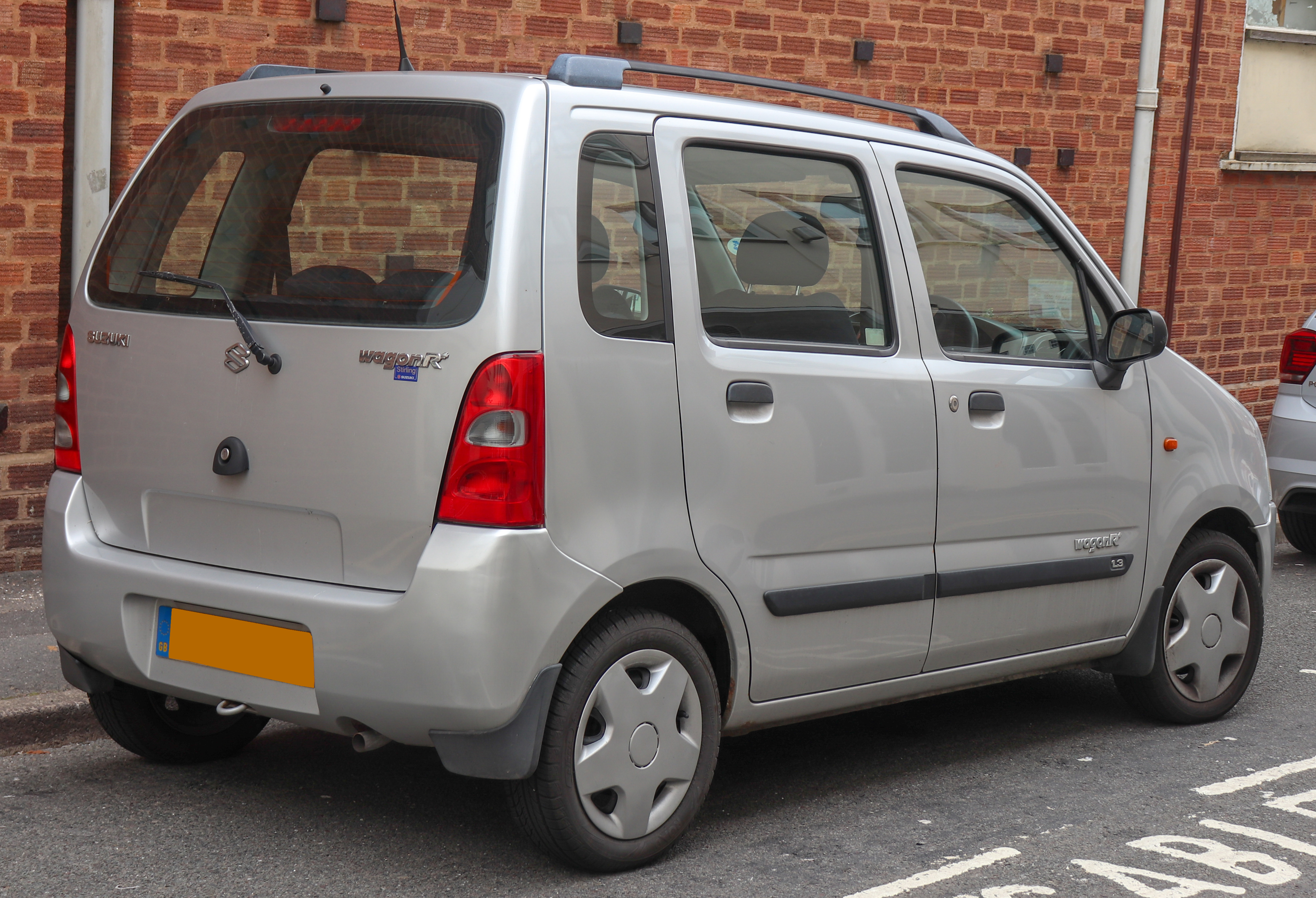
Вид сзади
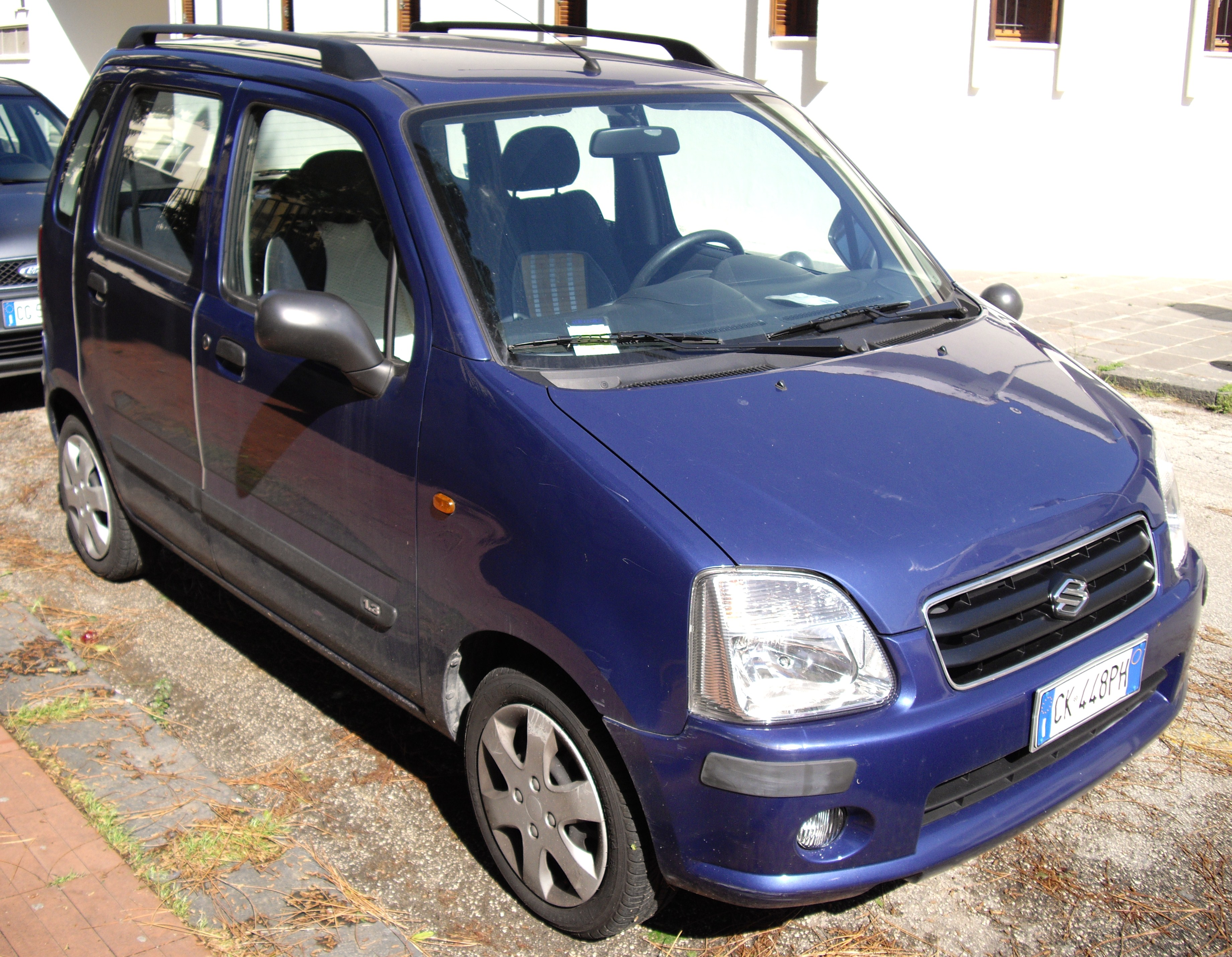
Фейслифтинговый Suzuki Wagon R+ DDiS 1.3 в Италии
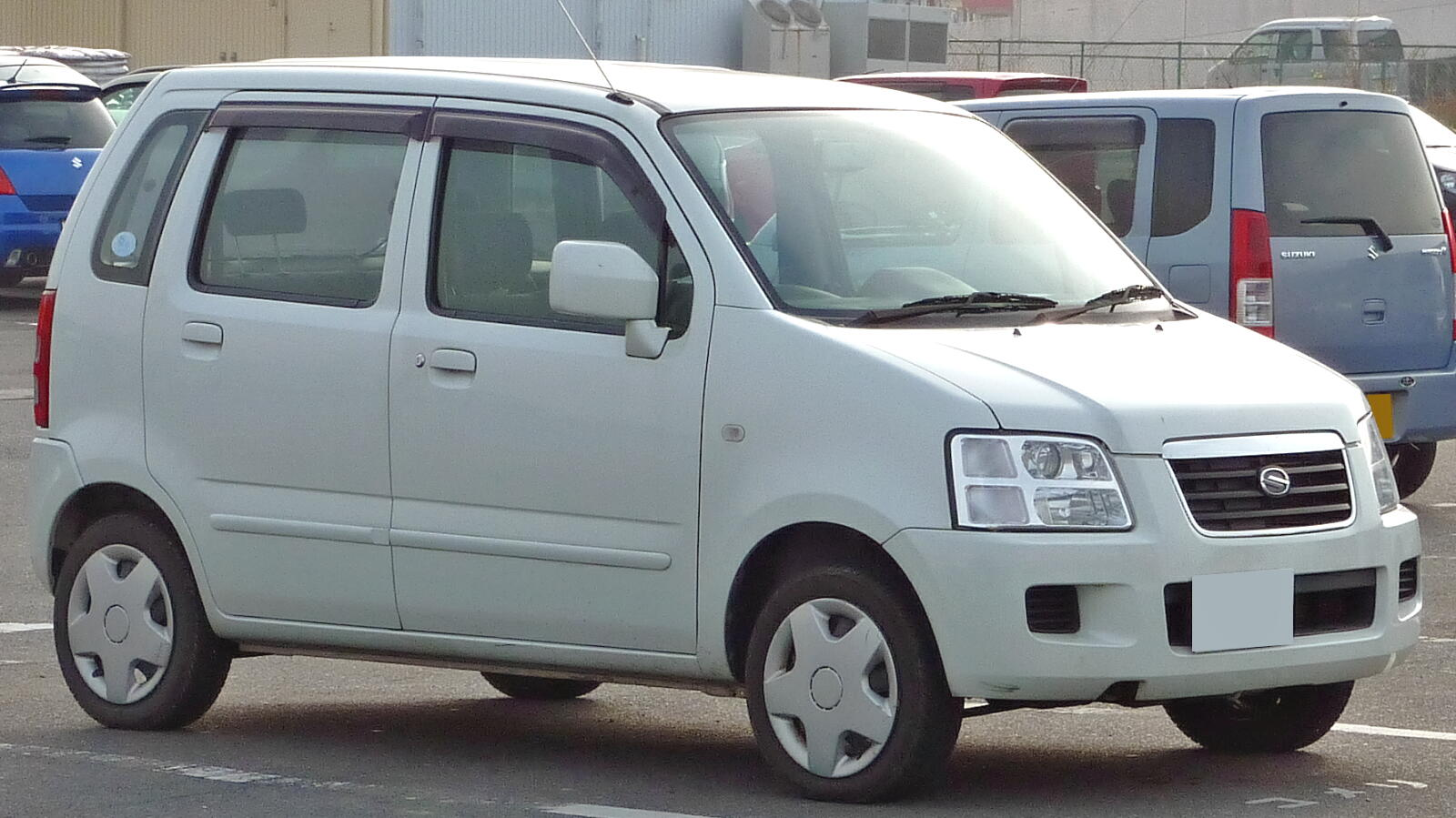
2002—2005 Suzuki Wagon R Solio первого фейслифтинга в Японии
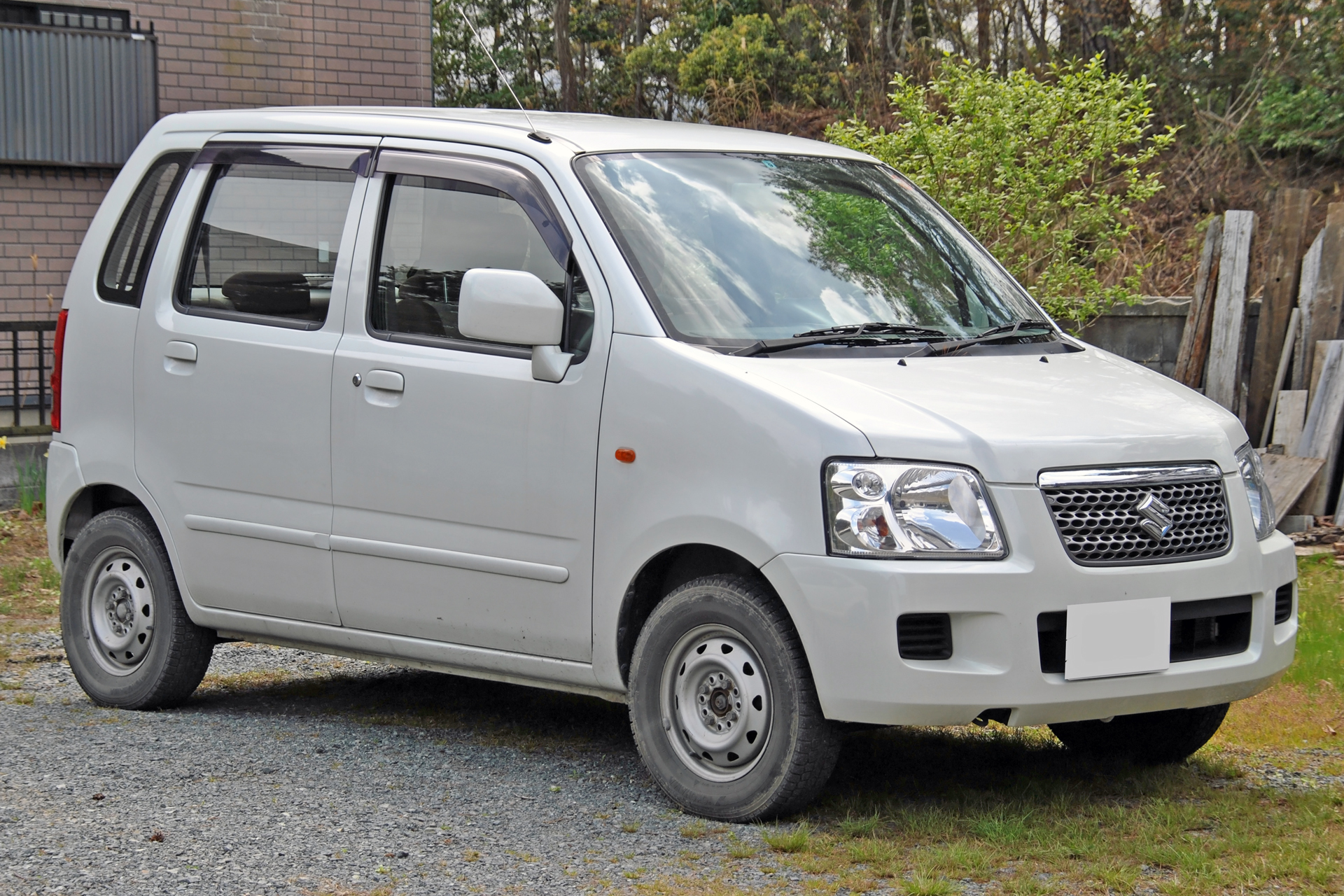
2005—2010 Suzuki Solio второго фейслифтинга в Японии
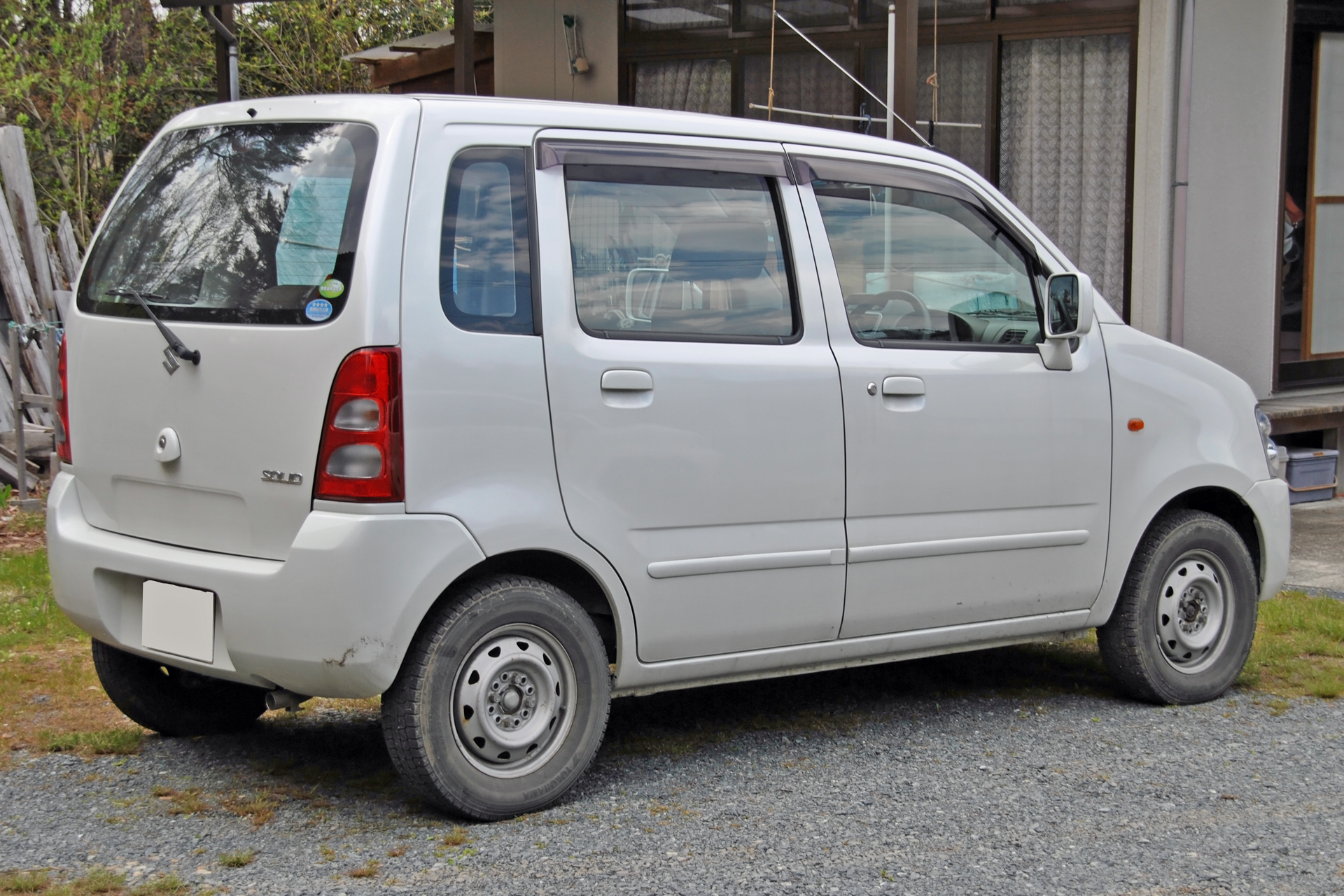
Вид сзади
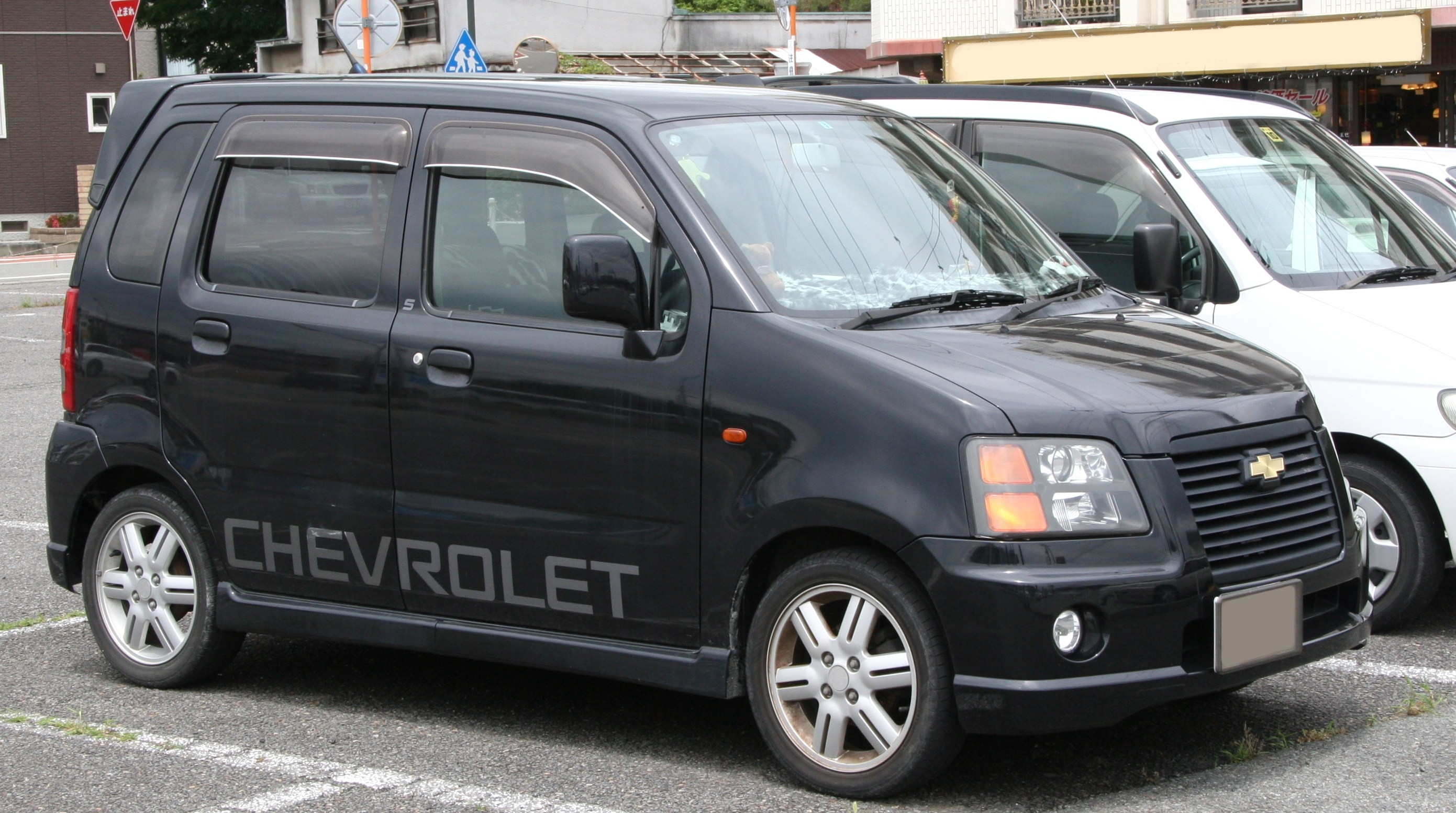
Chevrolet MW до фейслифтинга в Японии
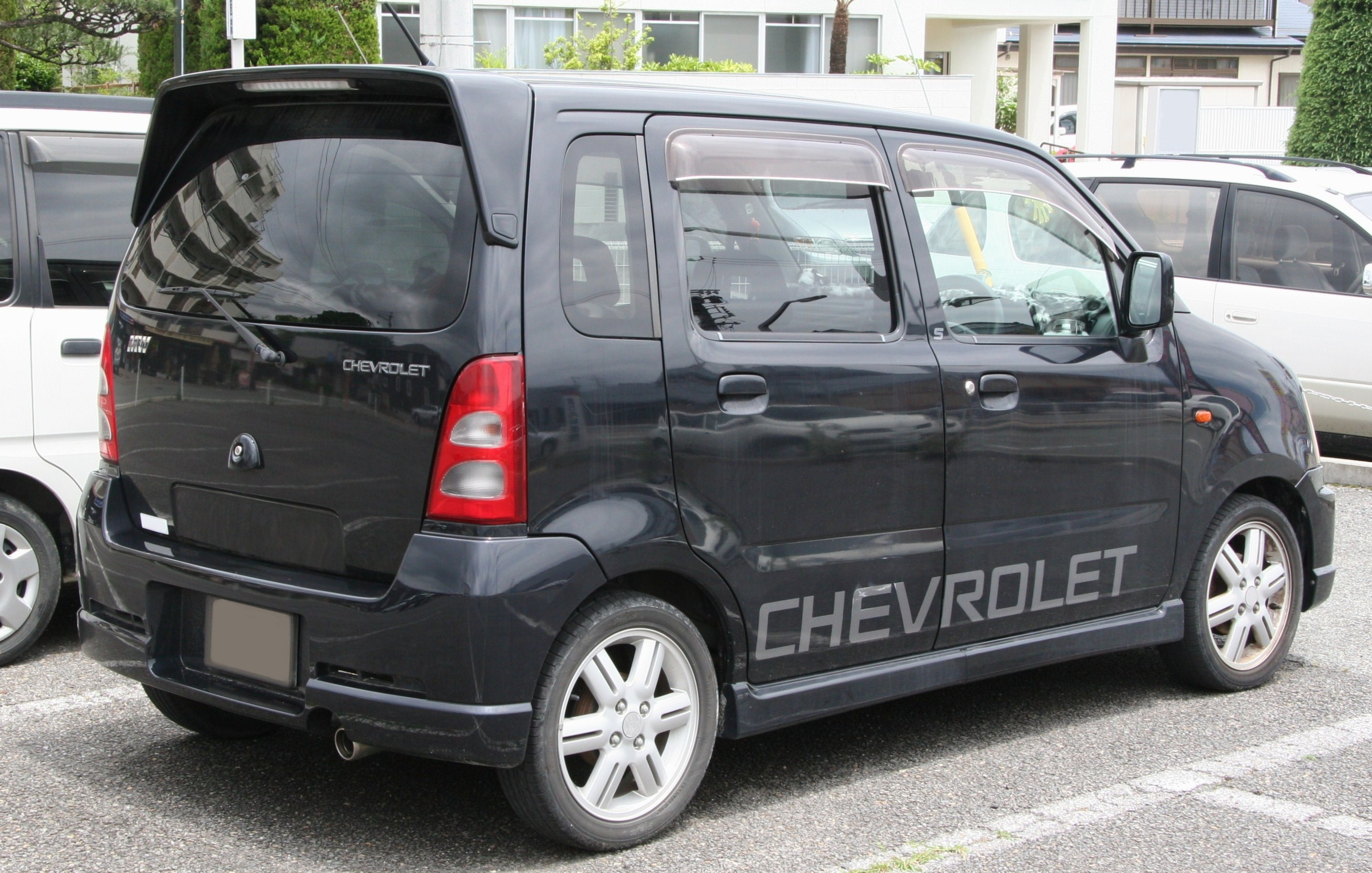
Вид сзади
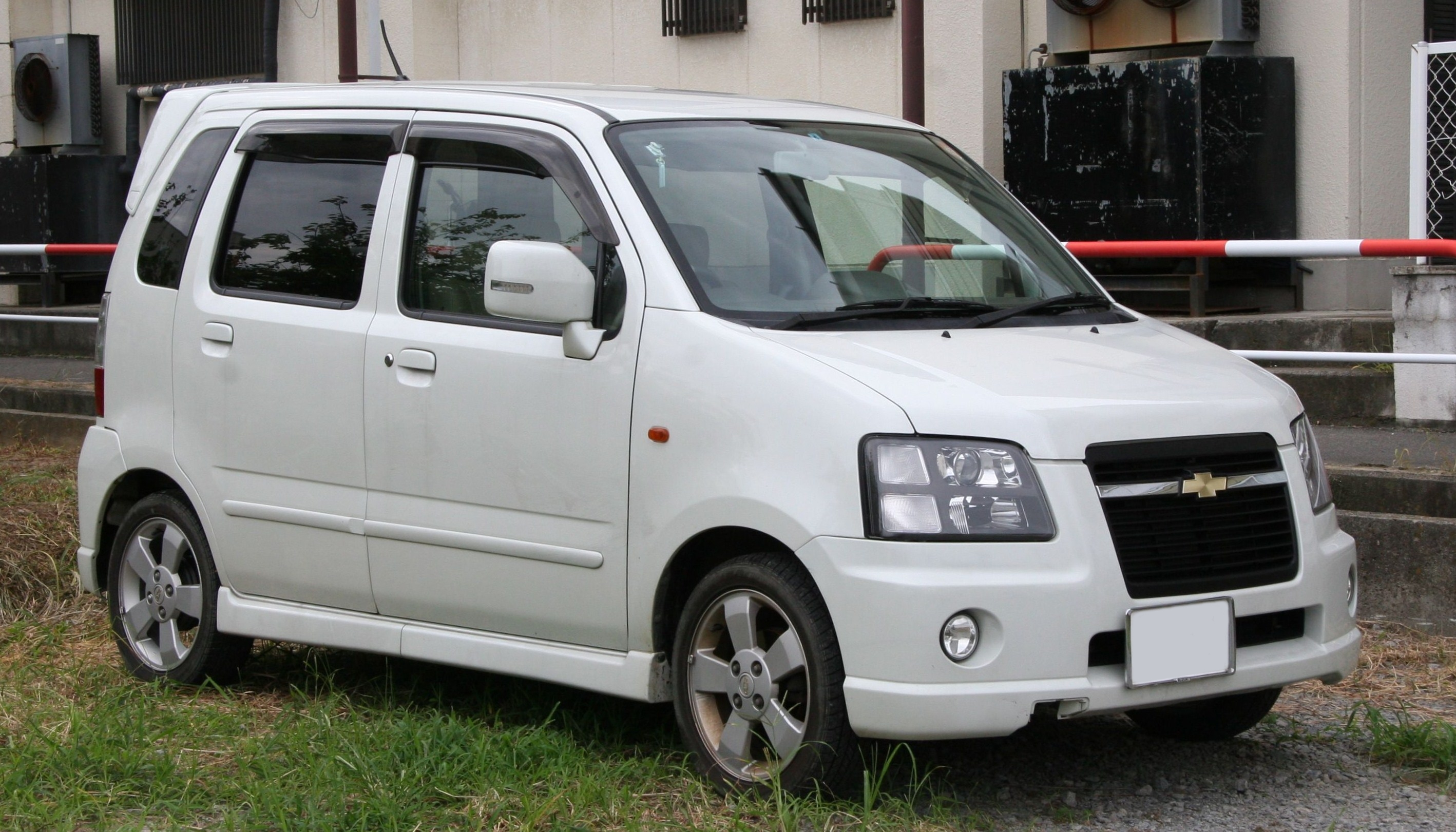
Фейслифтинговый Chevrolet MW в Японии
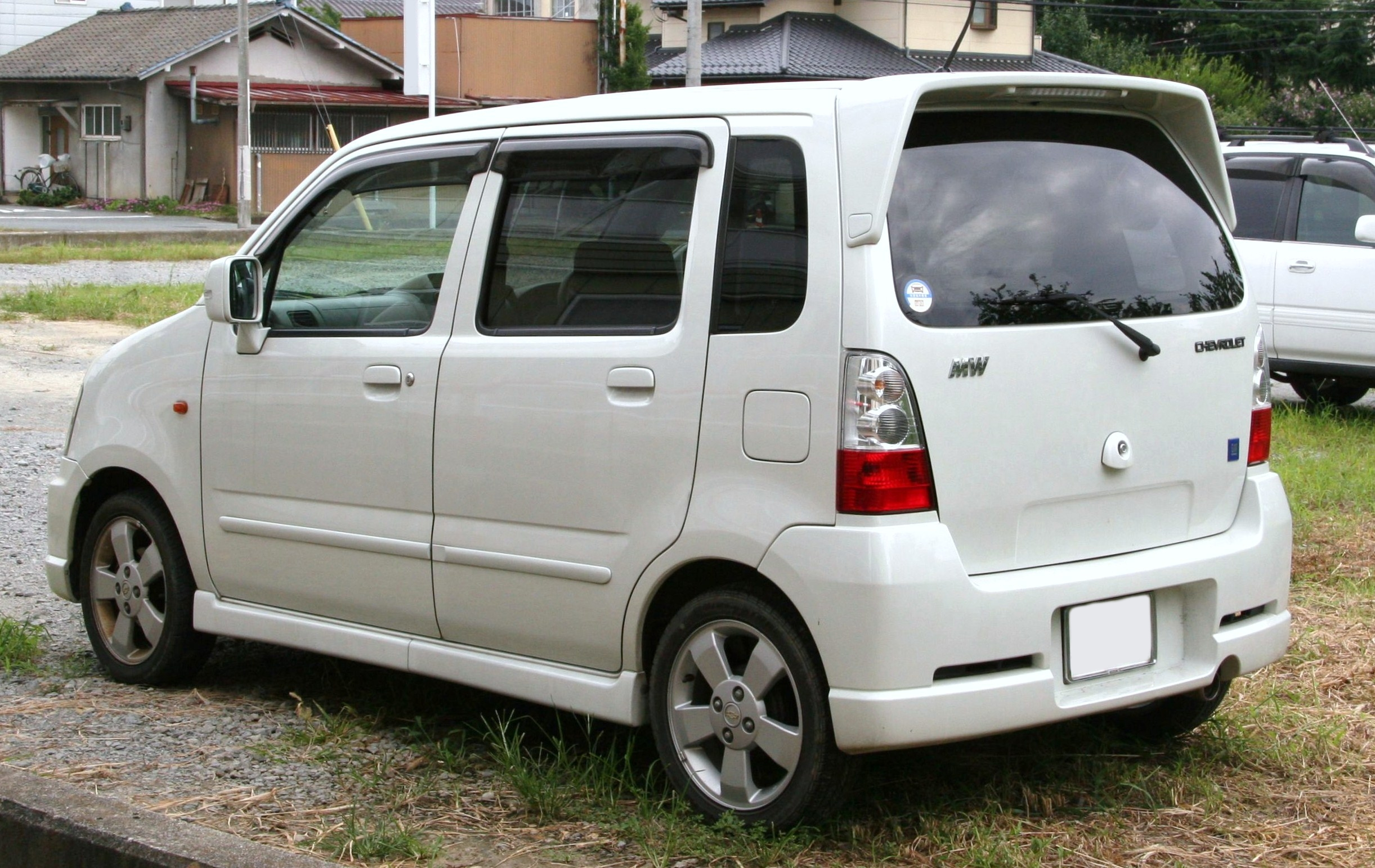
Вид сзади
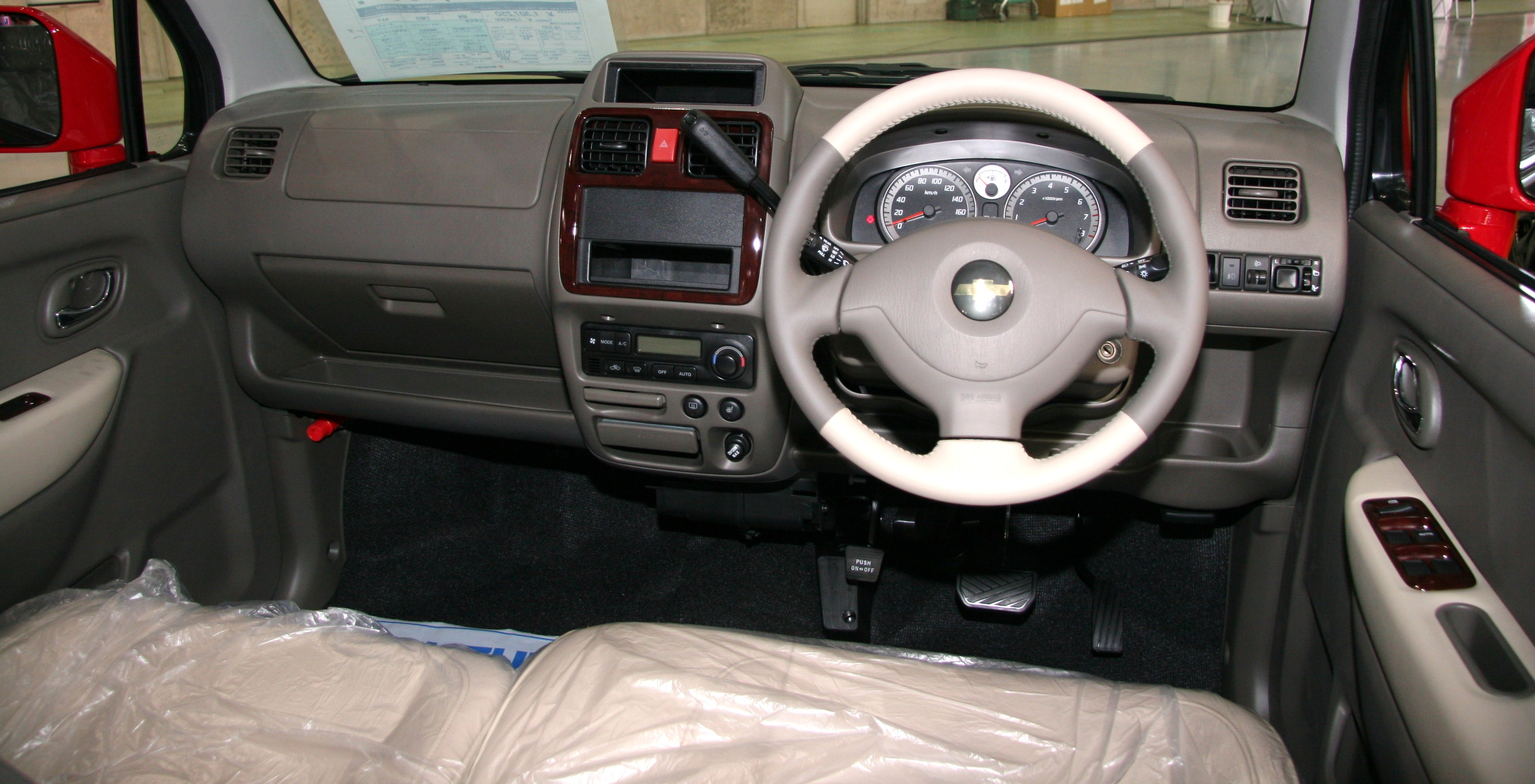
Интерьер

## Второе поколение (MA15S; 2010)
Второе поколение Solio было запущено в производство в декабре 2010 года, а продажи автомобилей начались 7 января 2011 года. В отличие от предыдущих поколений, автомобили выпускались на базе Palette.

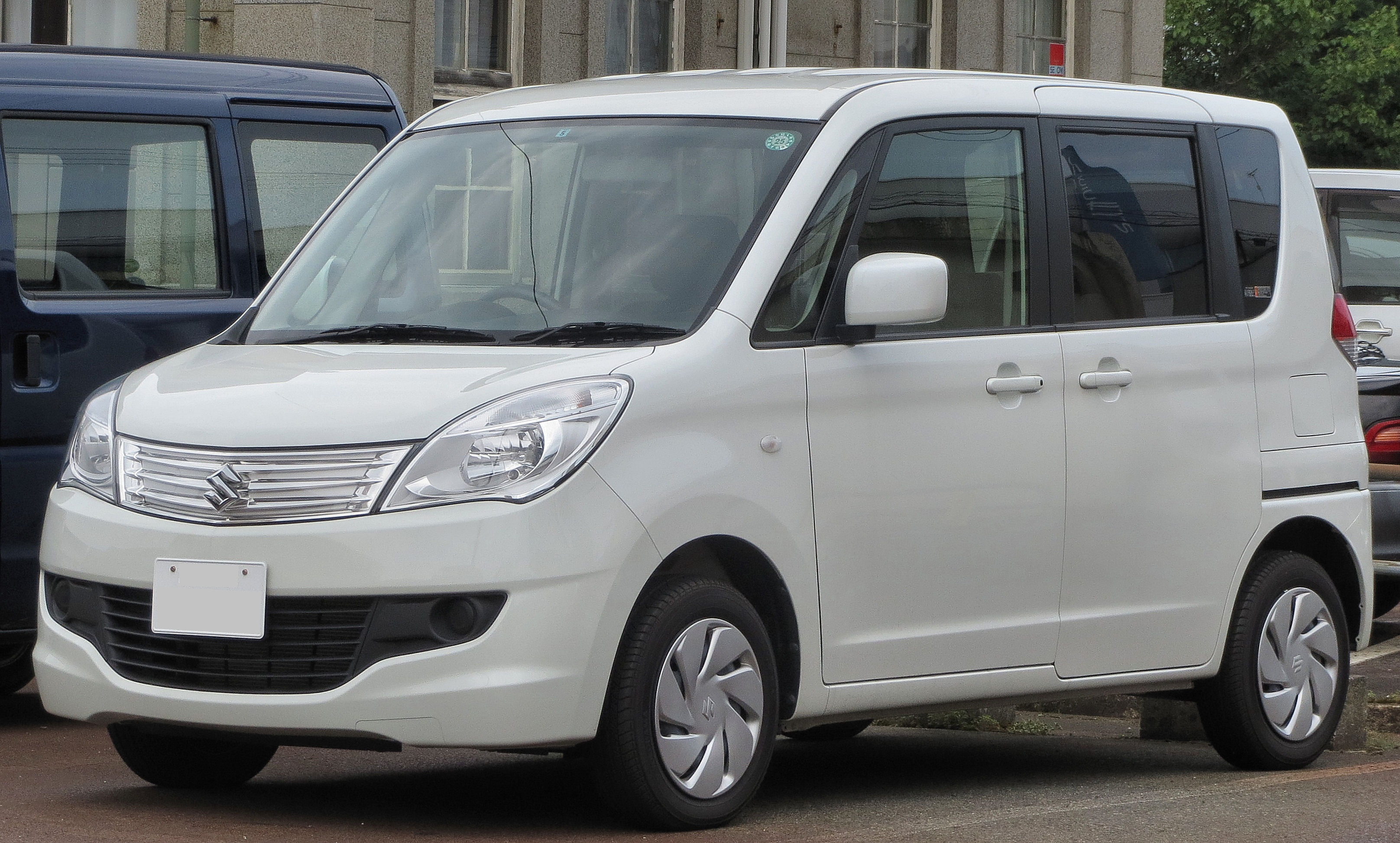
2011—2013 Suzuki Solio G
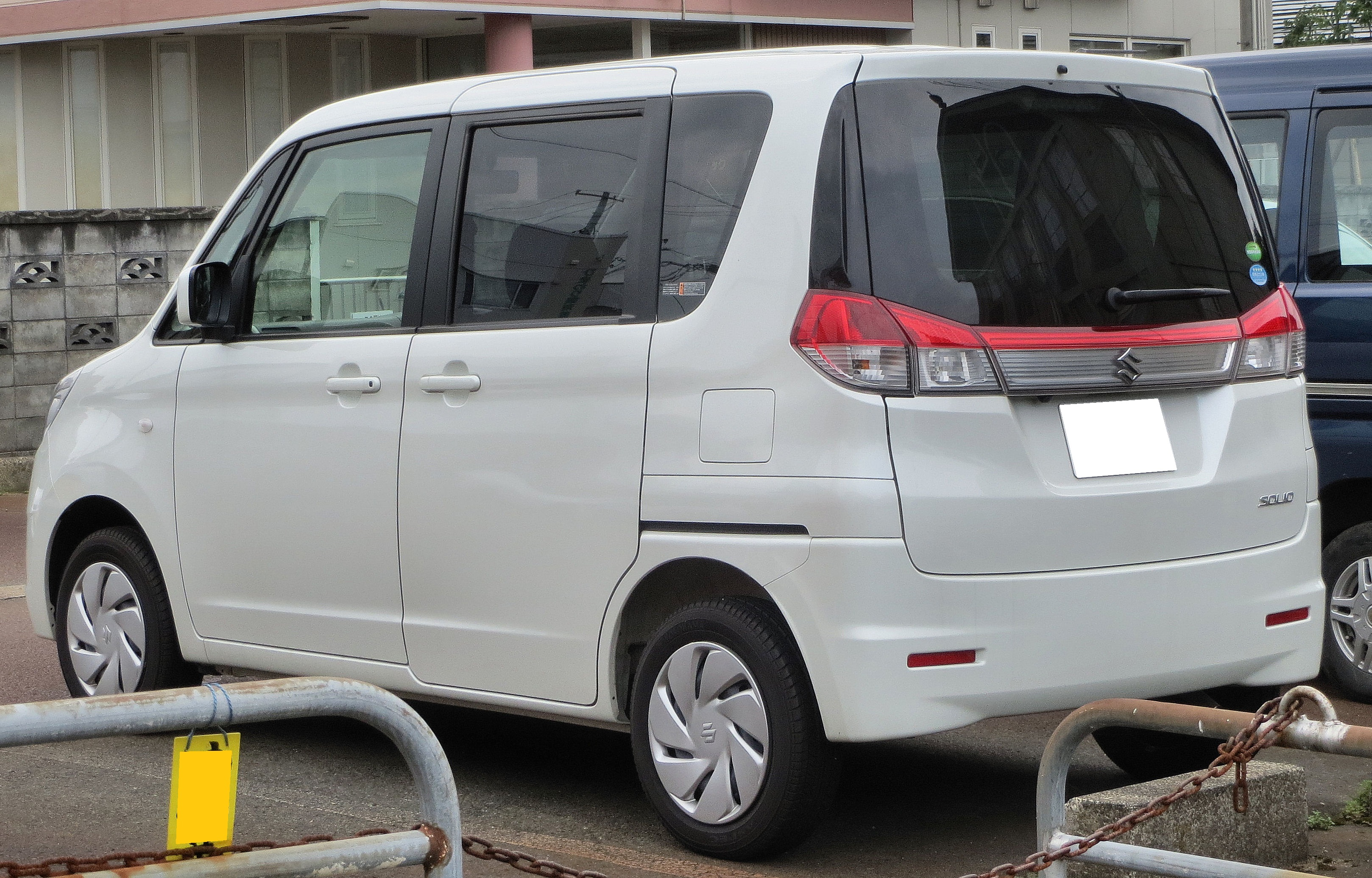
Вид сзади
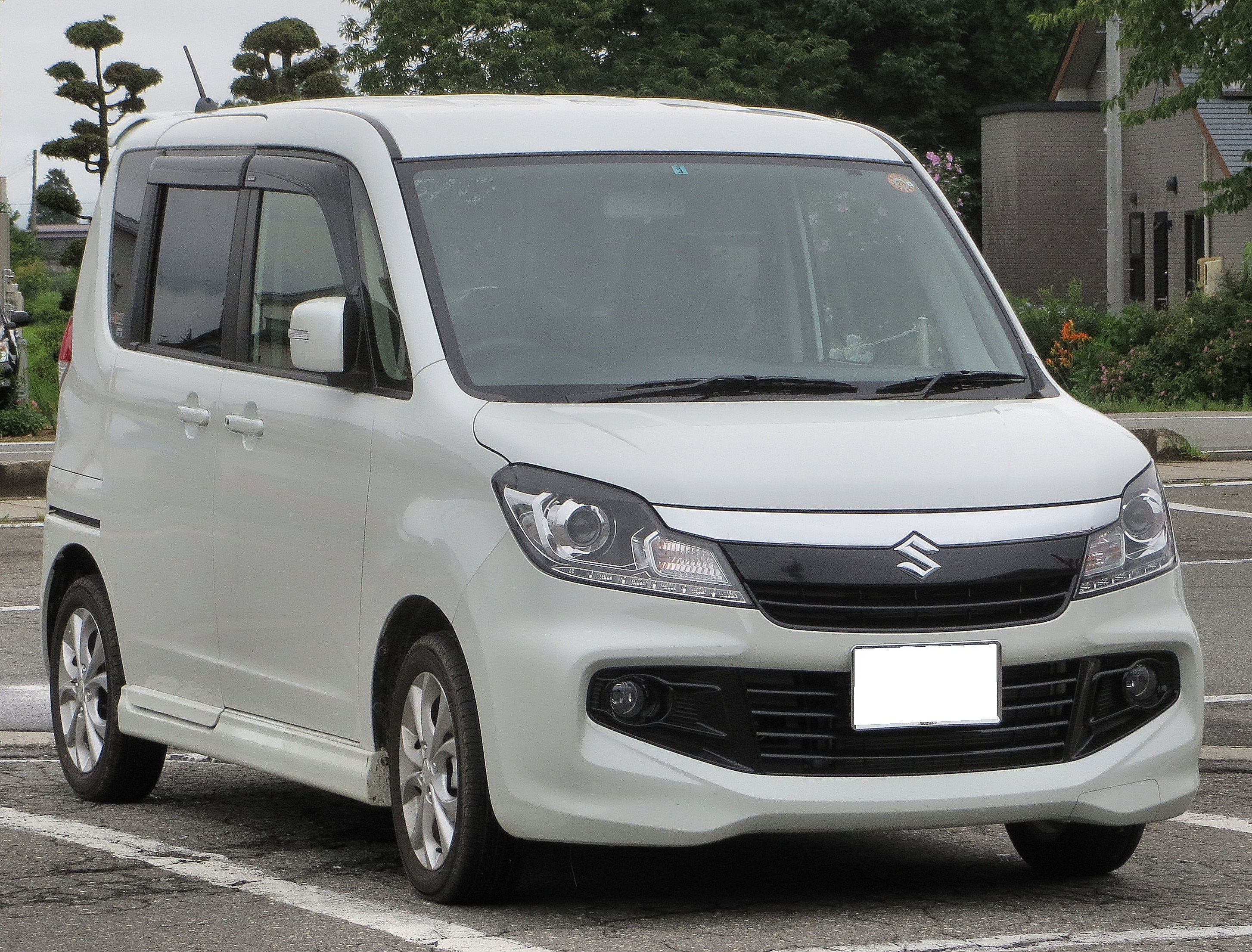
2012—2015 Suzuki Solio Bandit
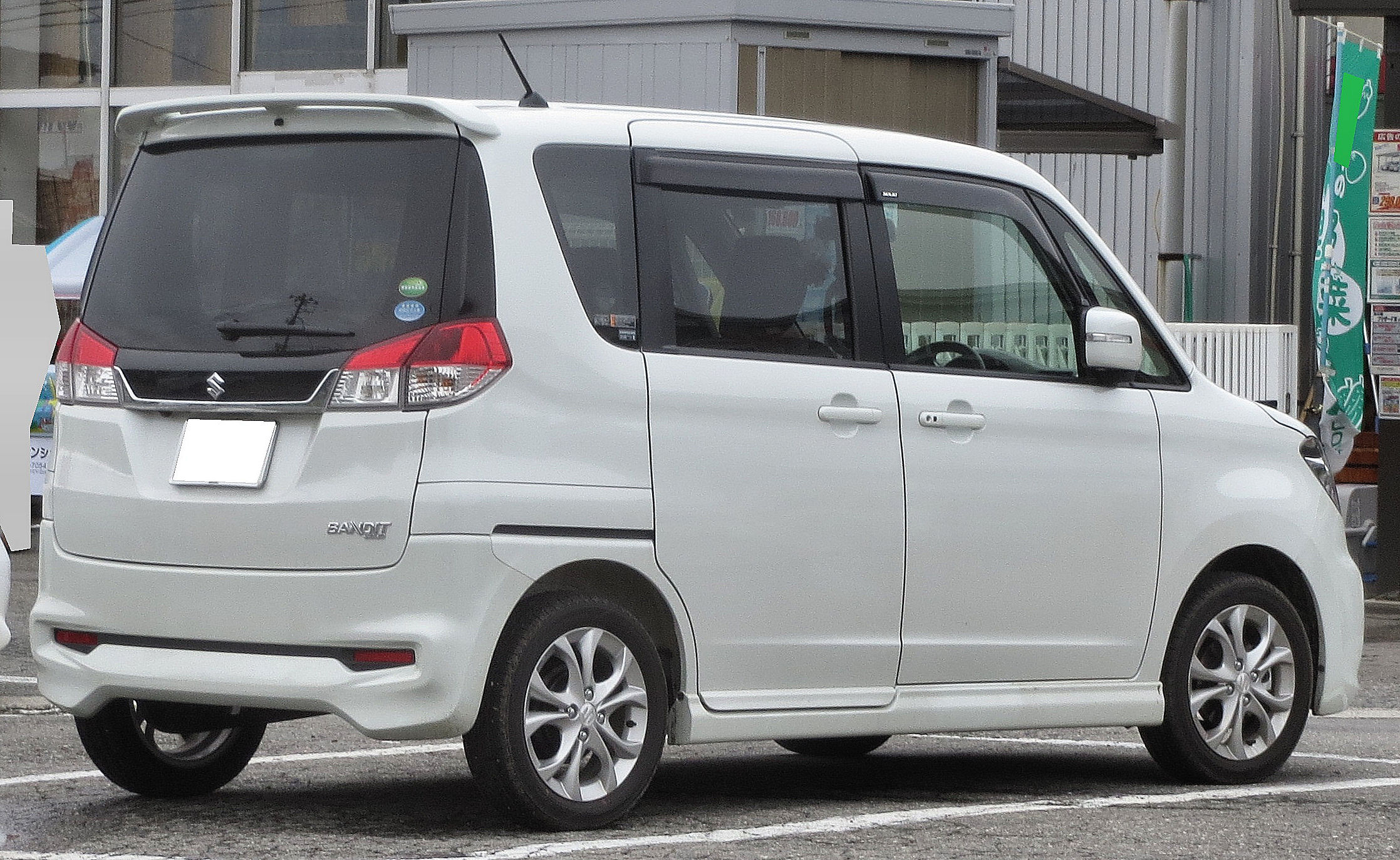
Вид сзади
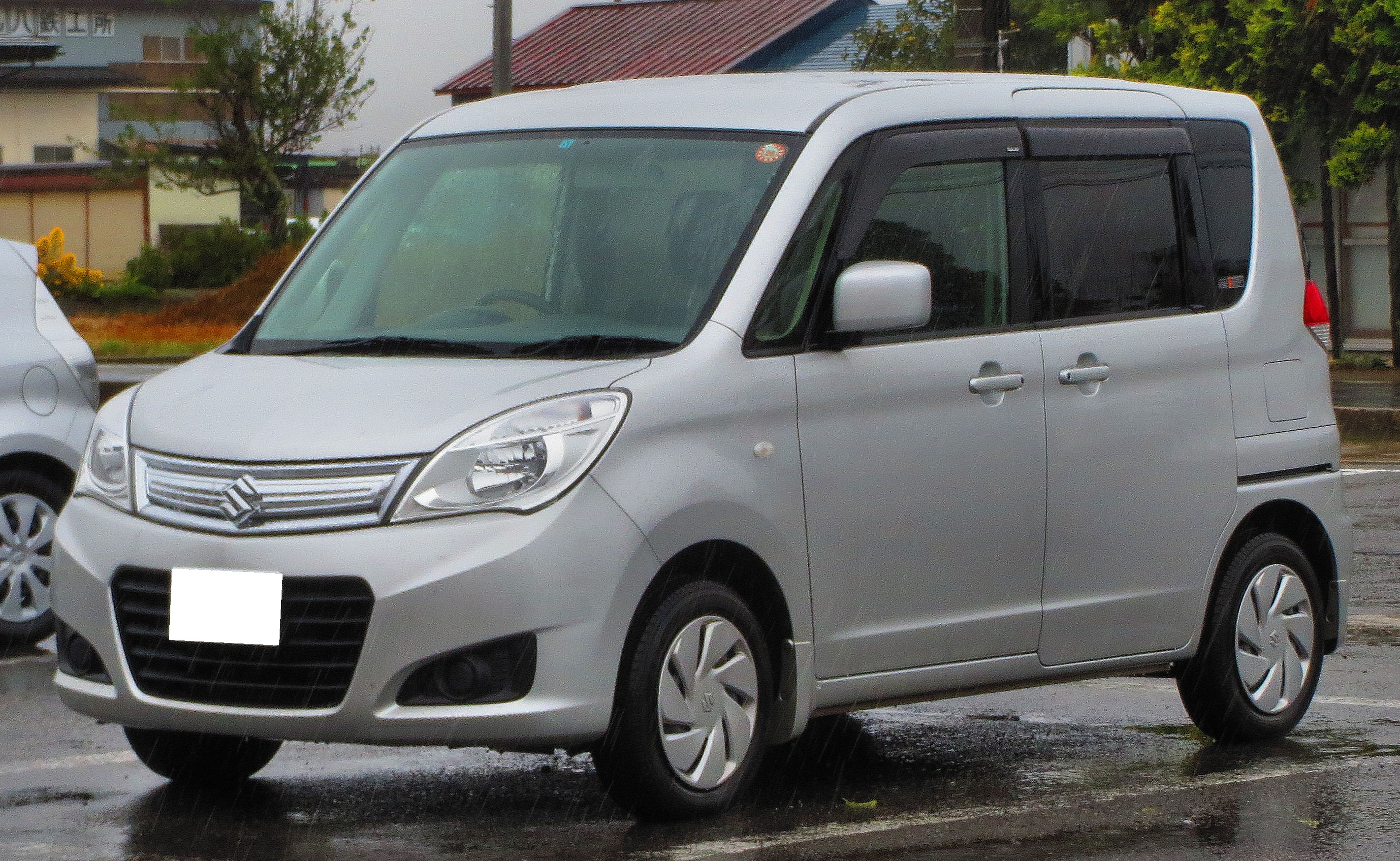
2013—2015 Suzuki Solio G
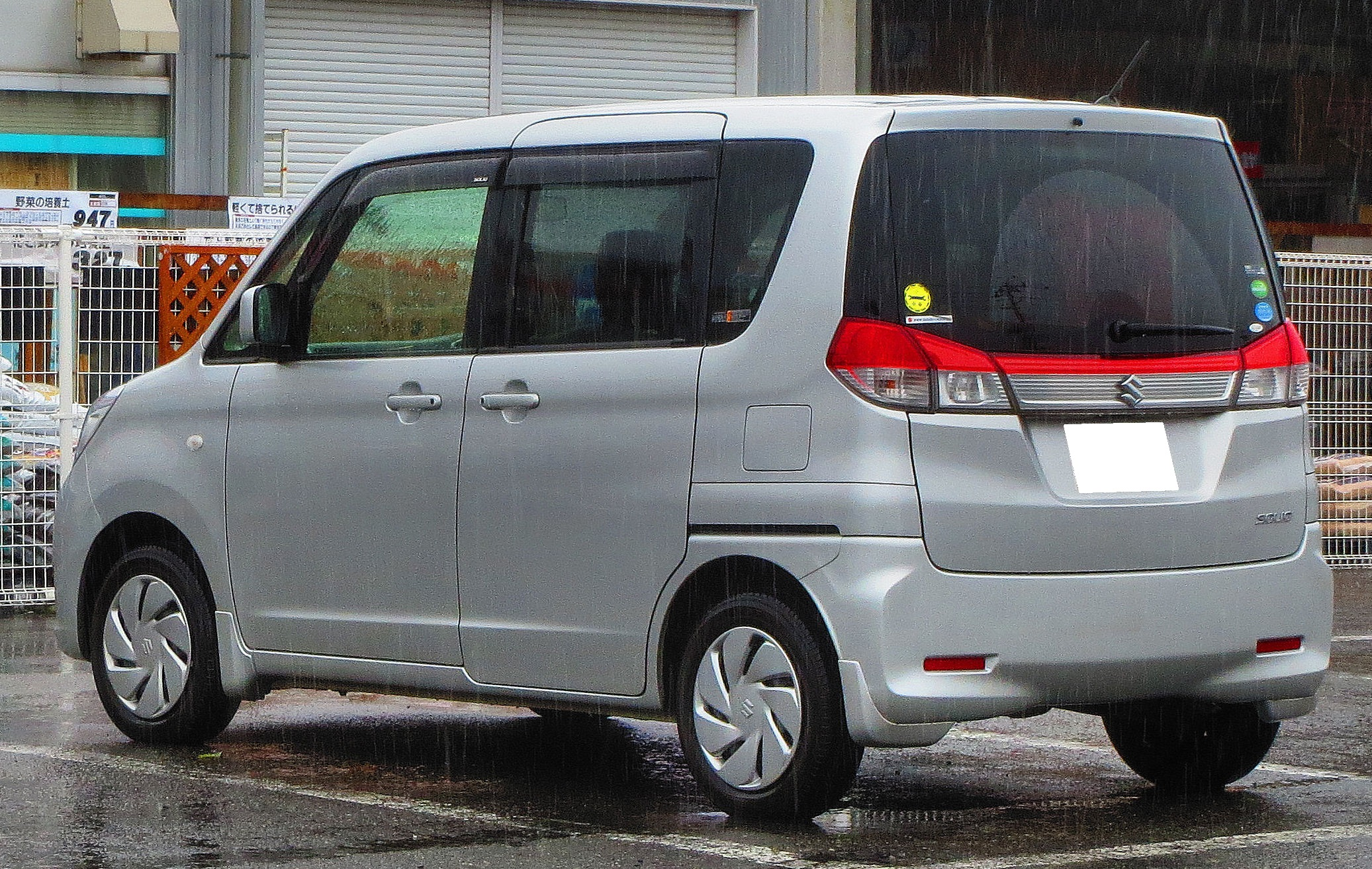
Вид сзади
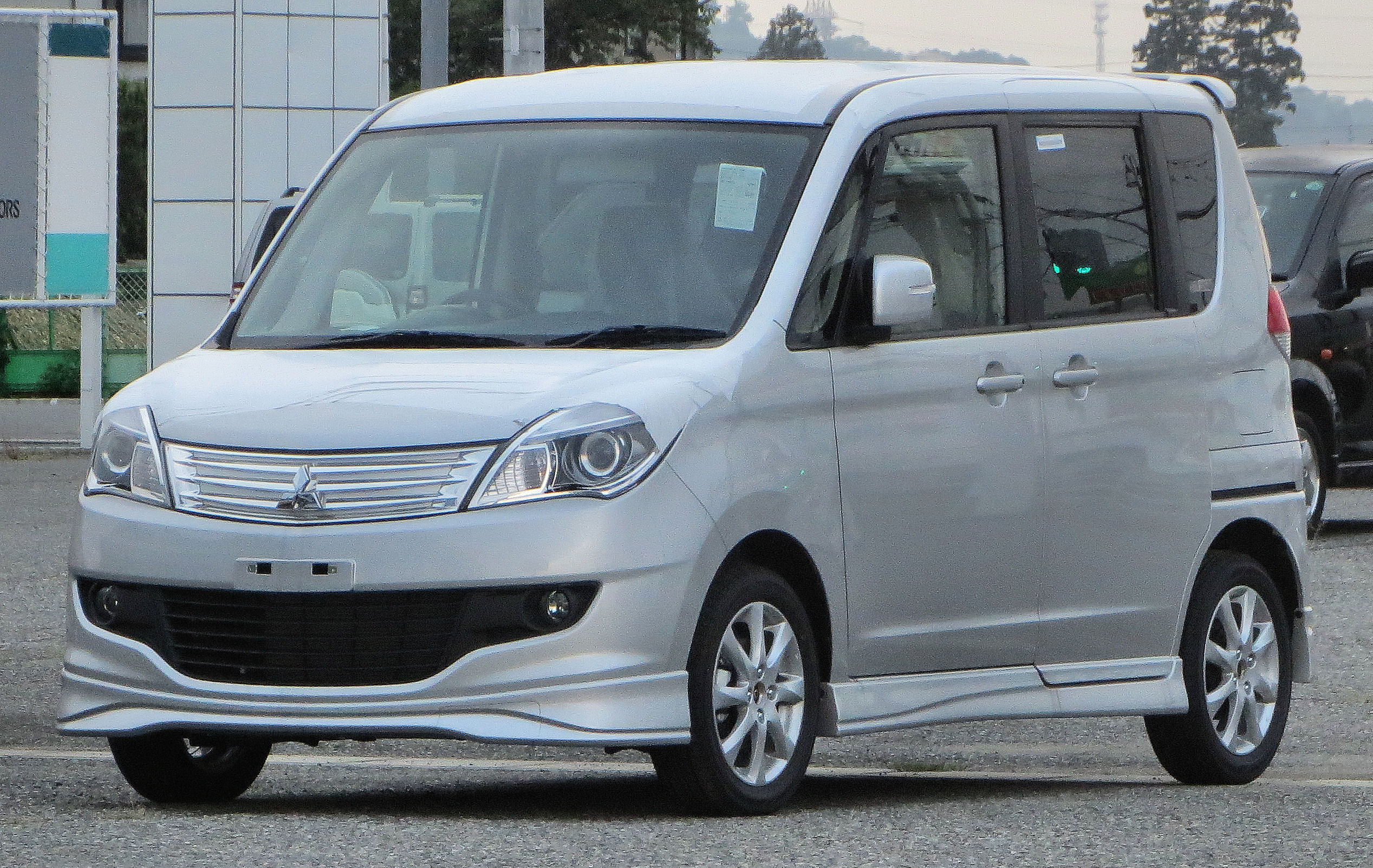
2011—2013 Mitsubishi Delica D:2 S
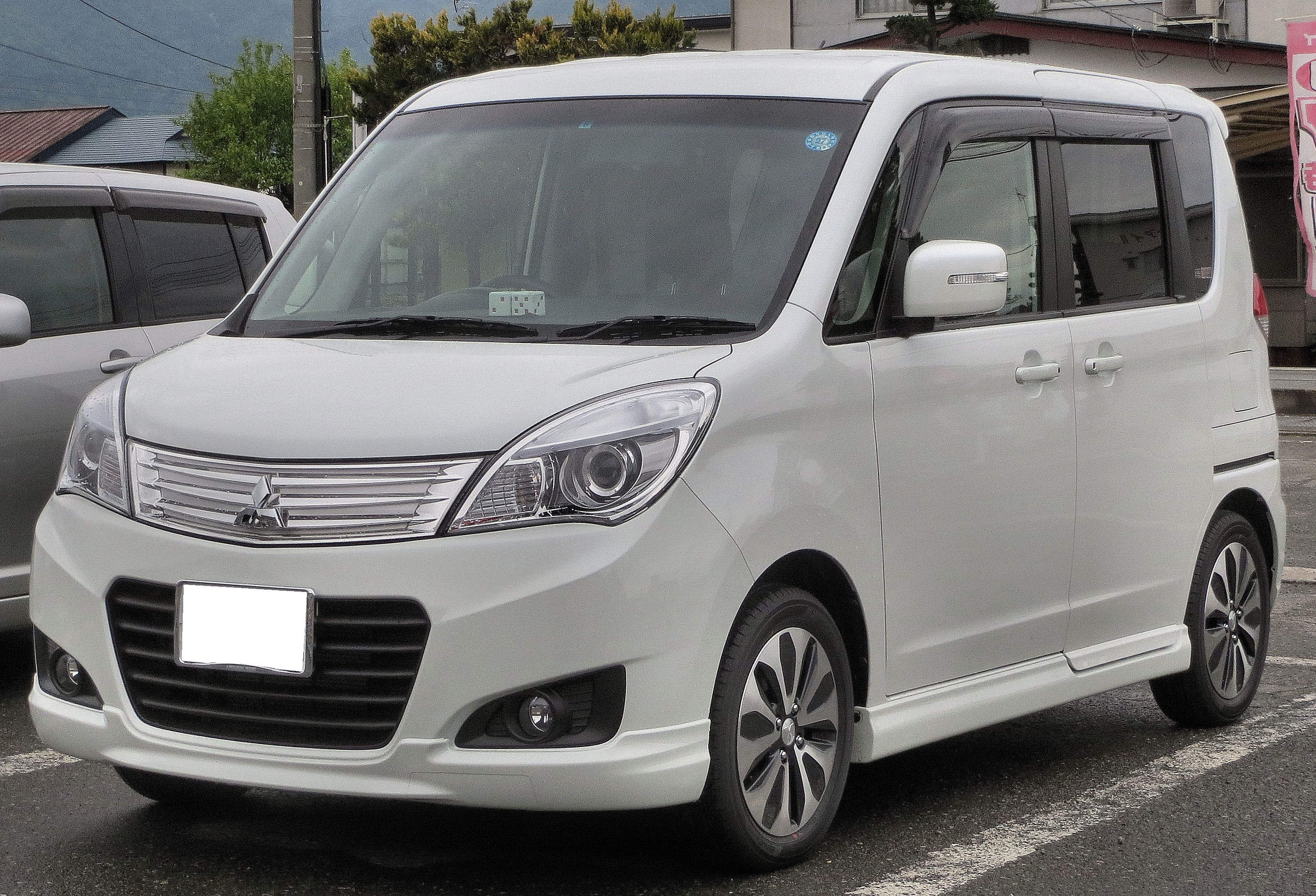
2013—2015 Mitsubishi Delica D:2 S
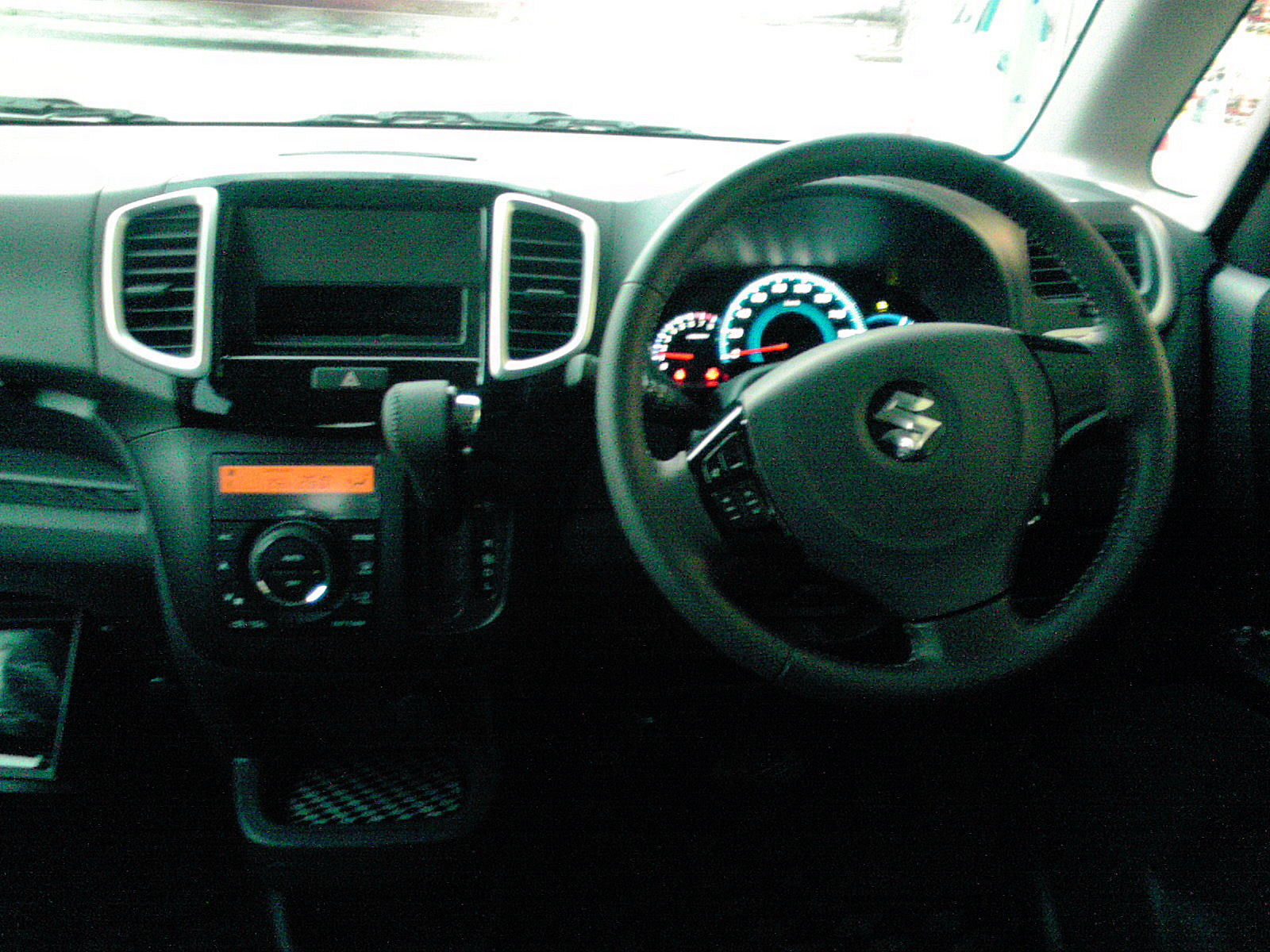
Интерьер

## Третье поколение (MA26S/MA36S/MA46S; 2015)
Третье поколение Solio было запущено в производство 26 августа 2015 года в Японии.

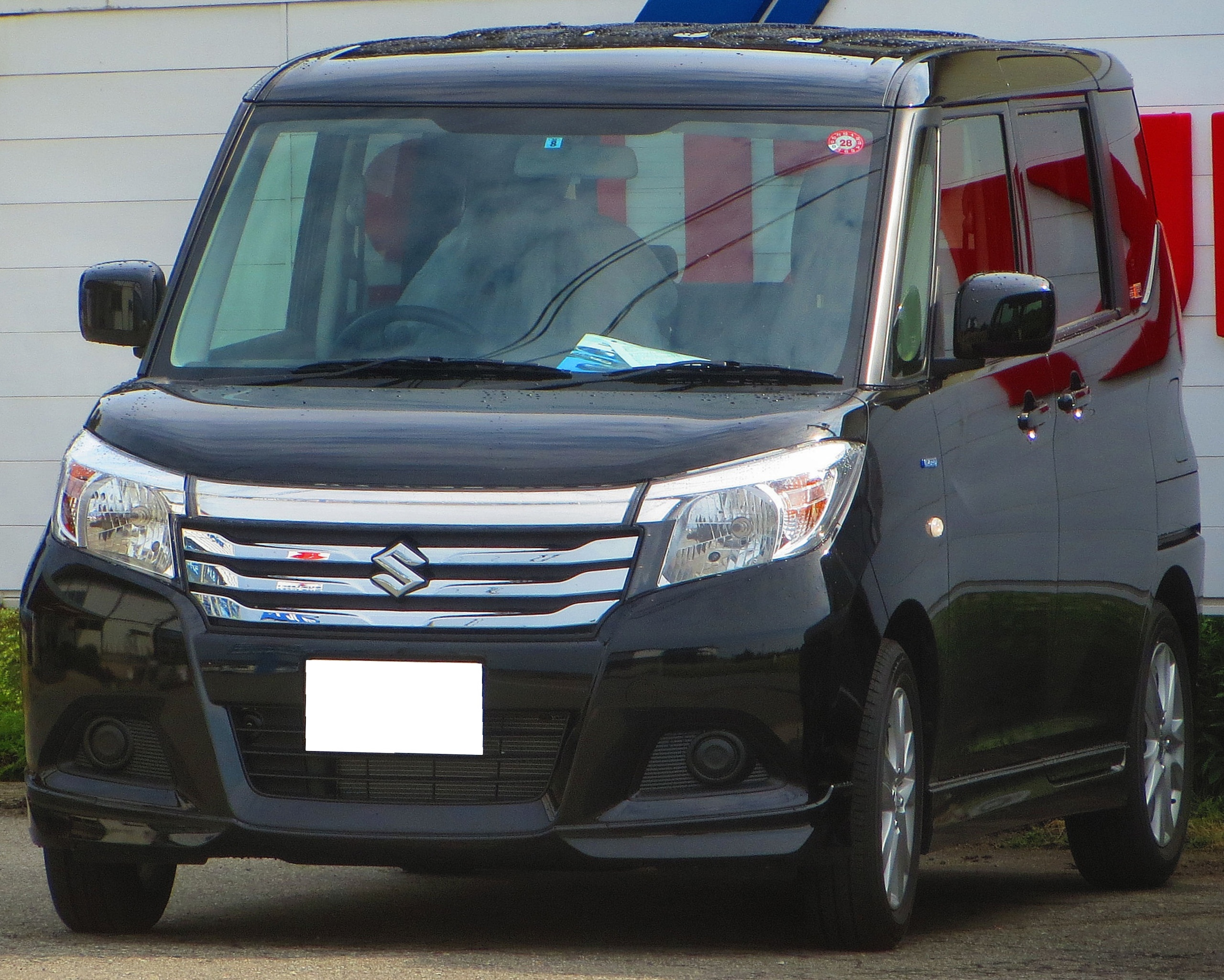
2015 Suzuki Solio Hybrid MX
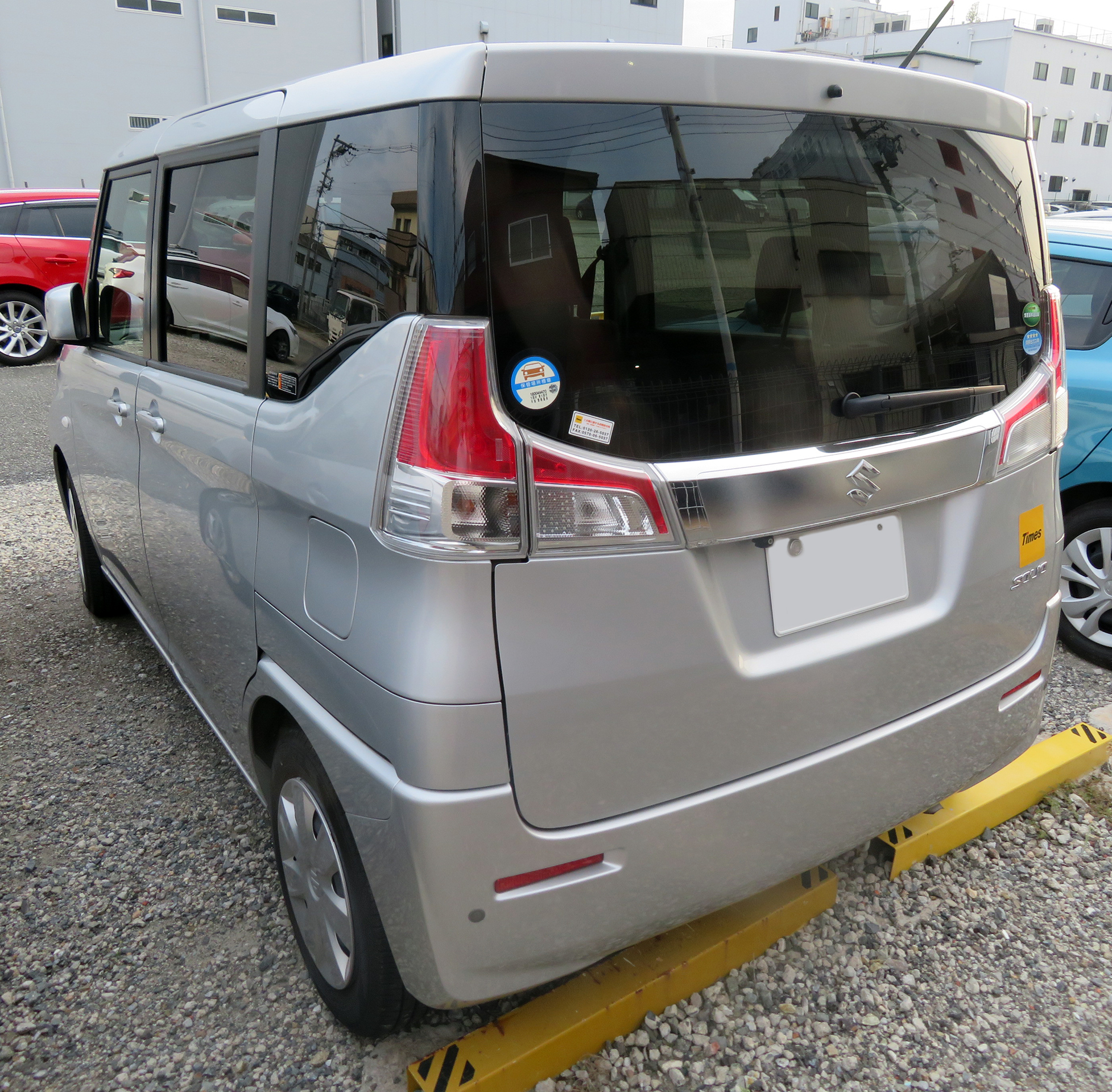
Suzuki Solio G
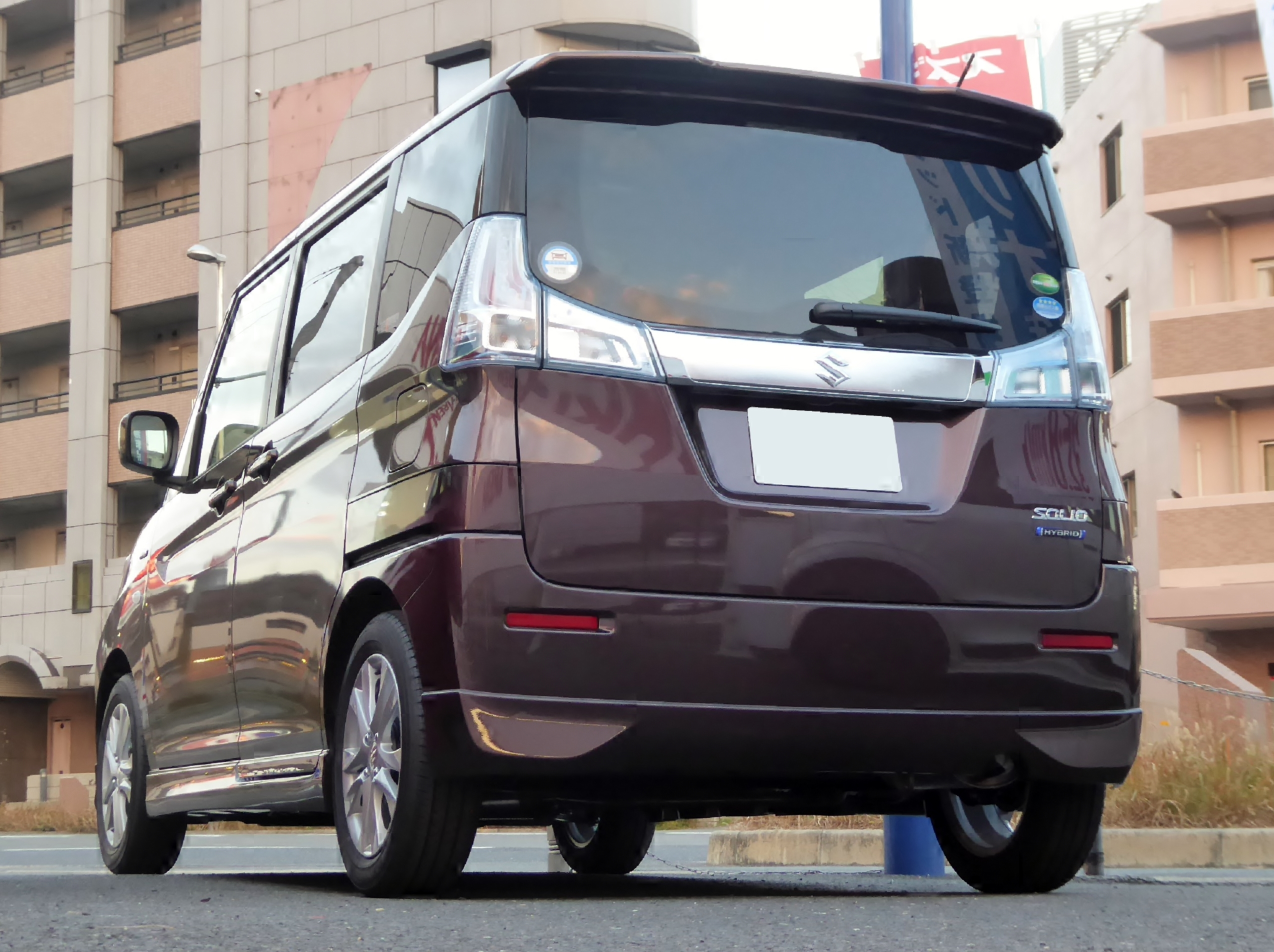
Suzuki Solio Hybrid SX
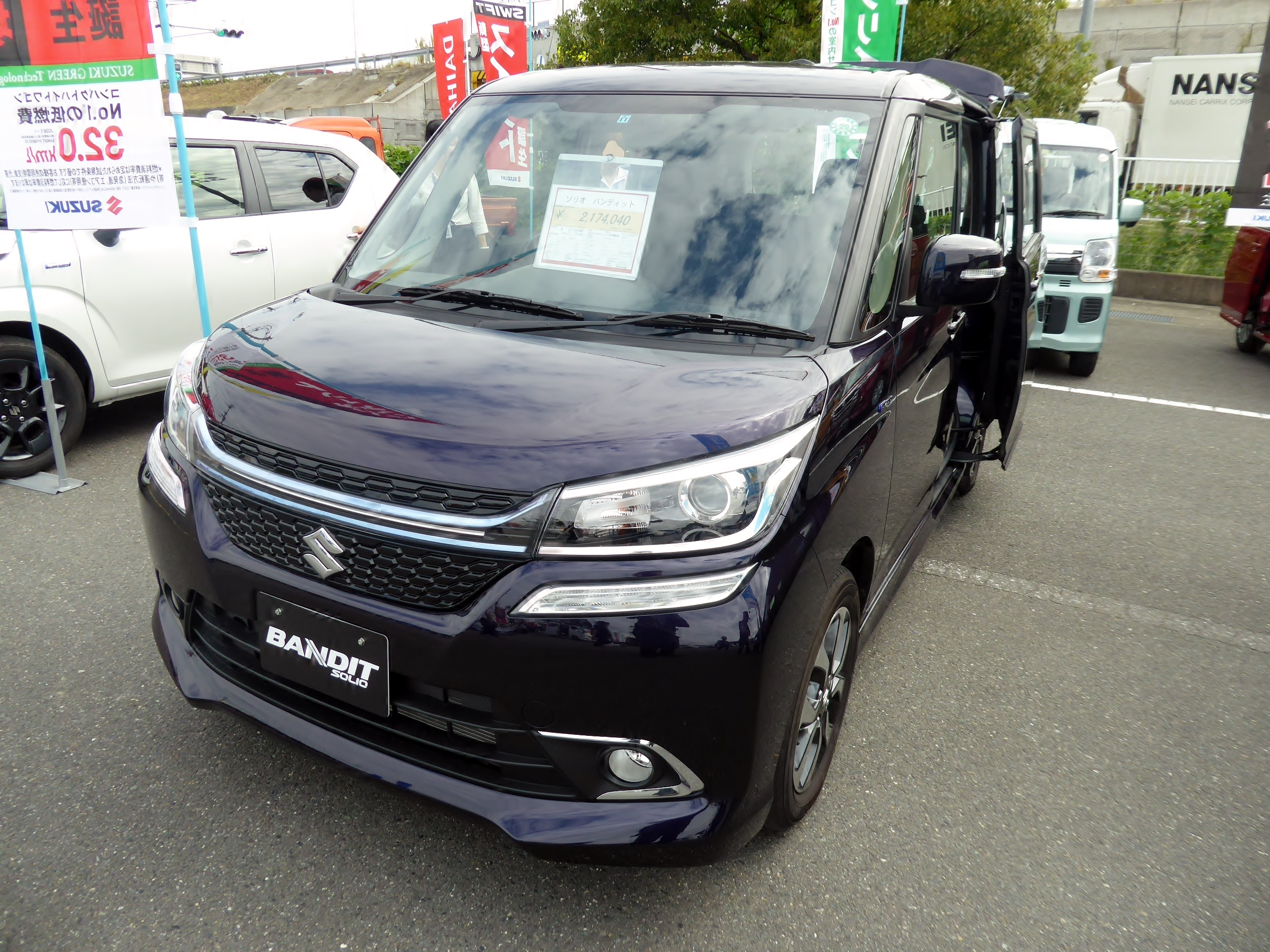
Suzuki Solio Bandit Hybrid SV
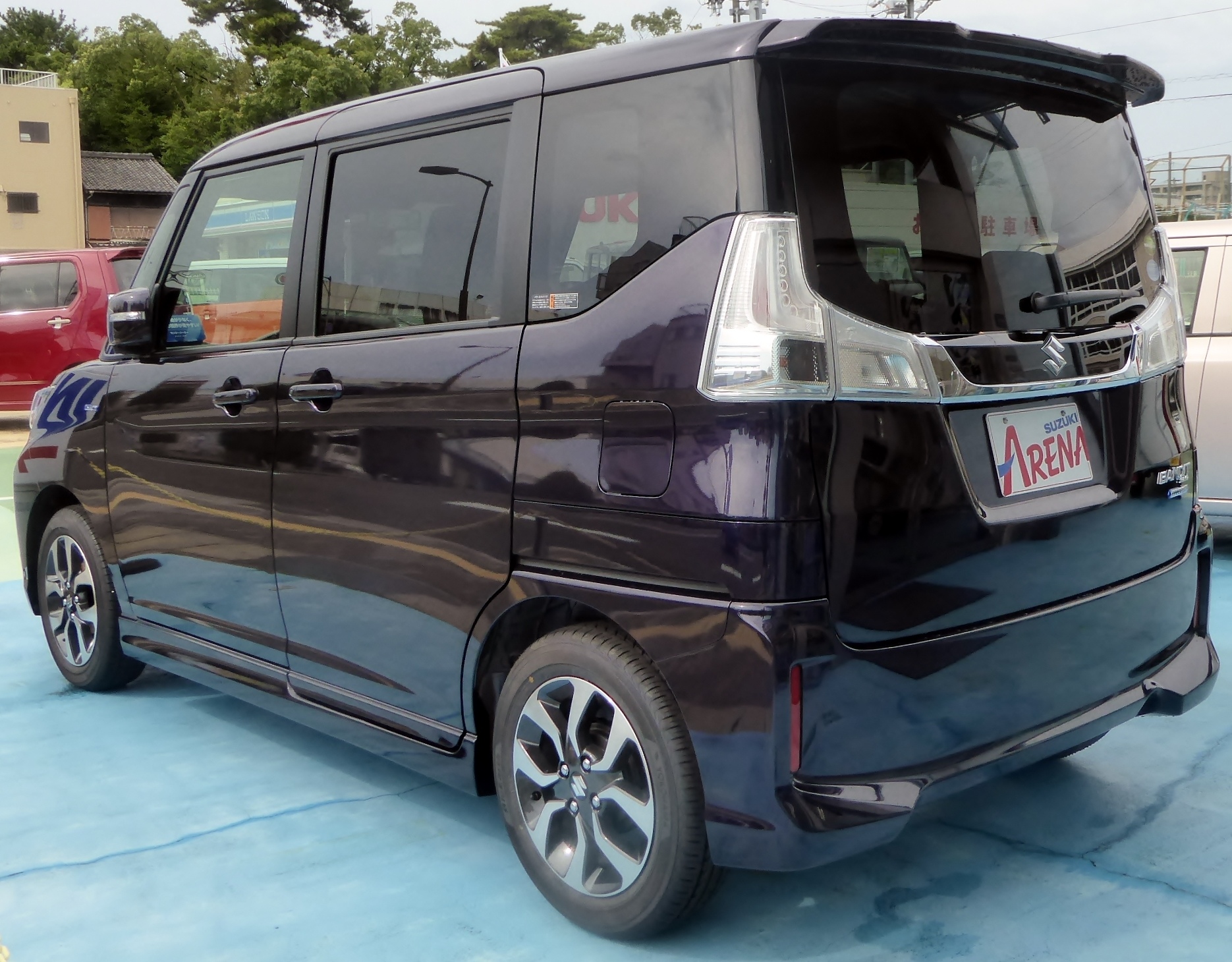
Suzuki Solio Bandit Hybrid MV
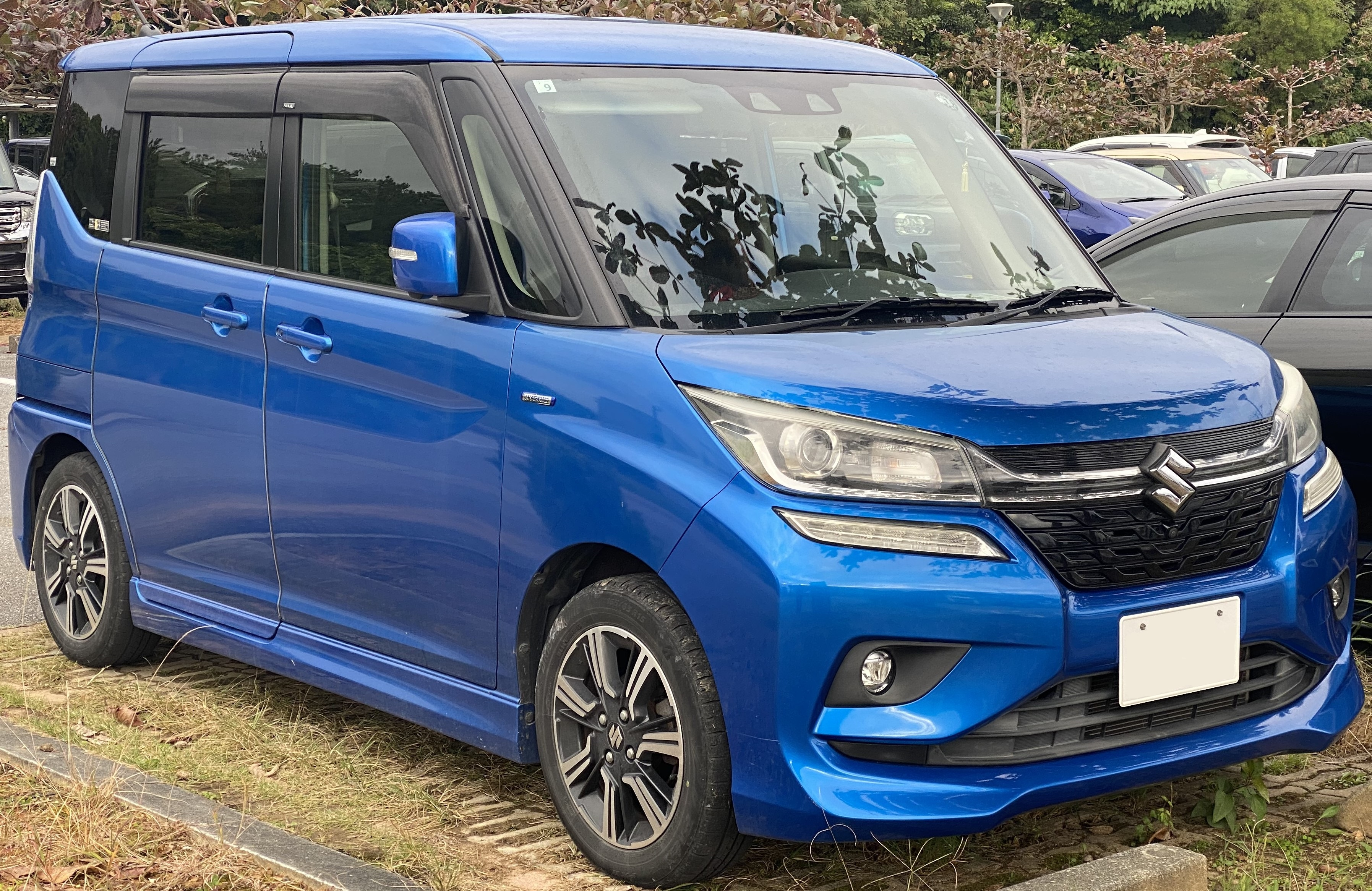
Фейслифтинговый Suzuki Solio Bandit Hybrid
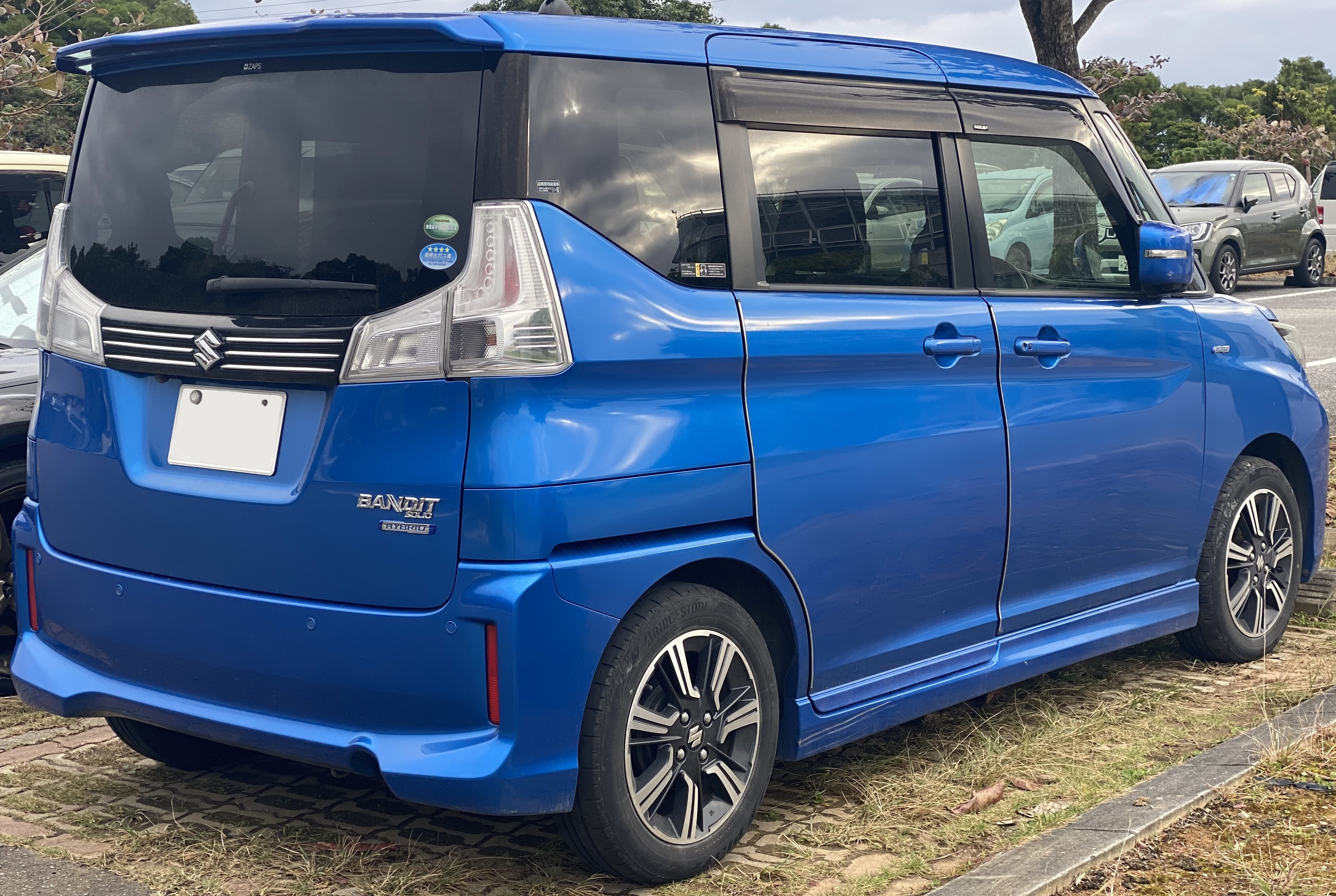
Фейслифтинговый Suzuki Solio Bandit Hybrid
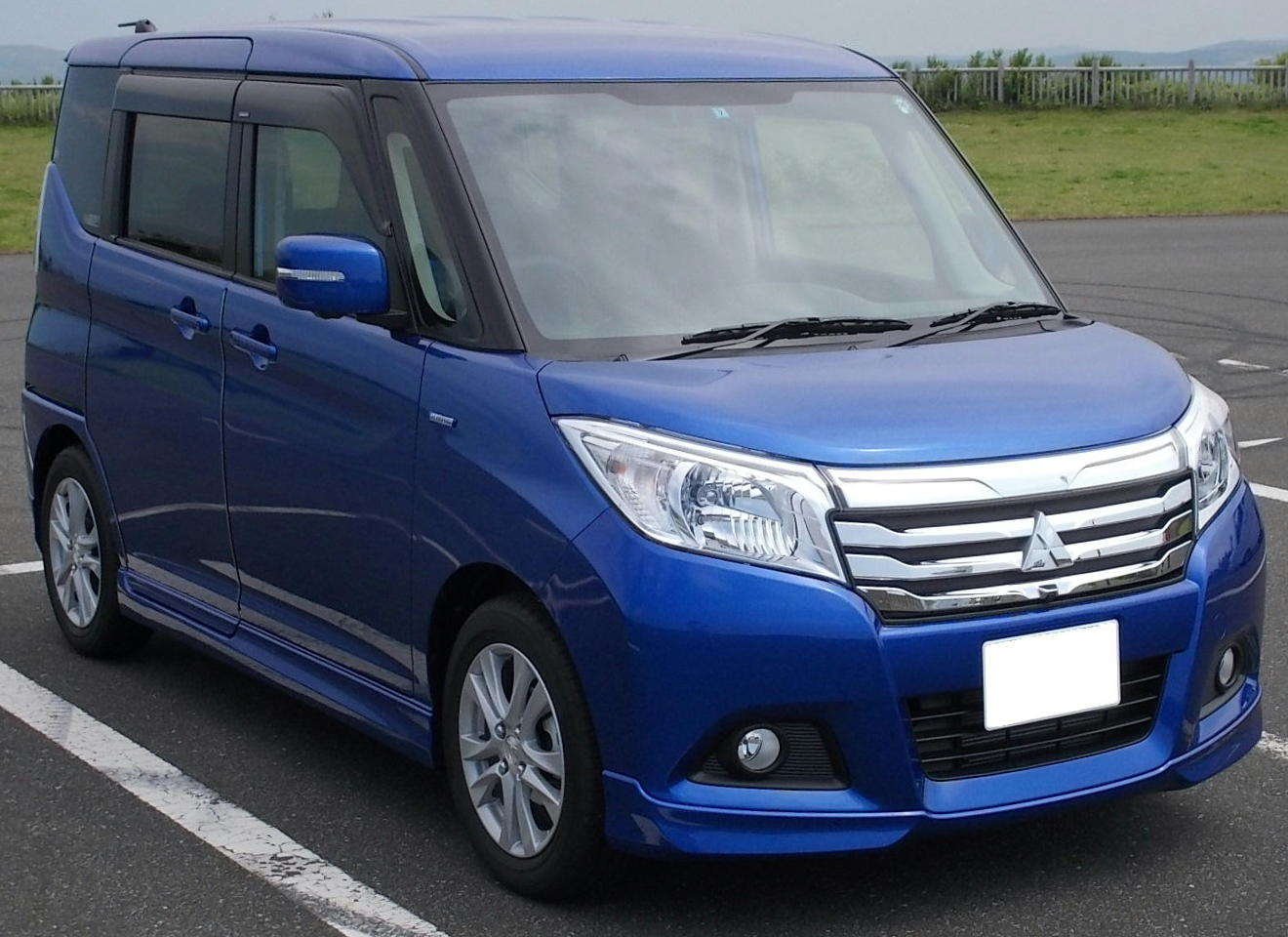
Mitsubishi Delica D:2
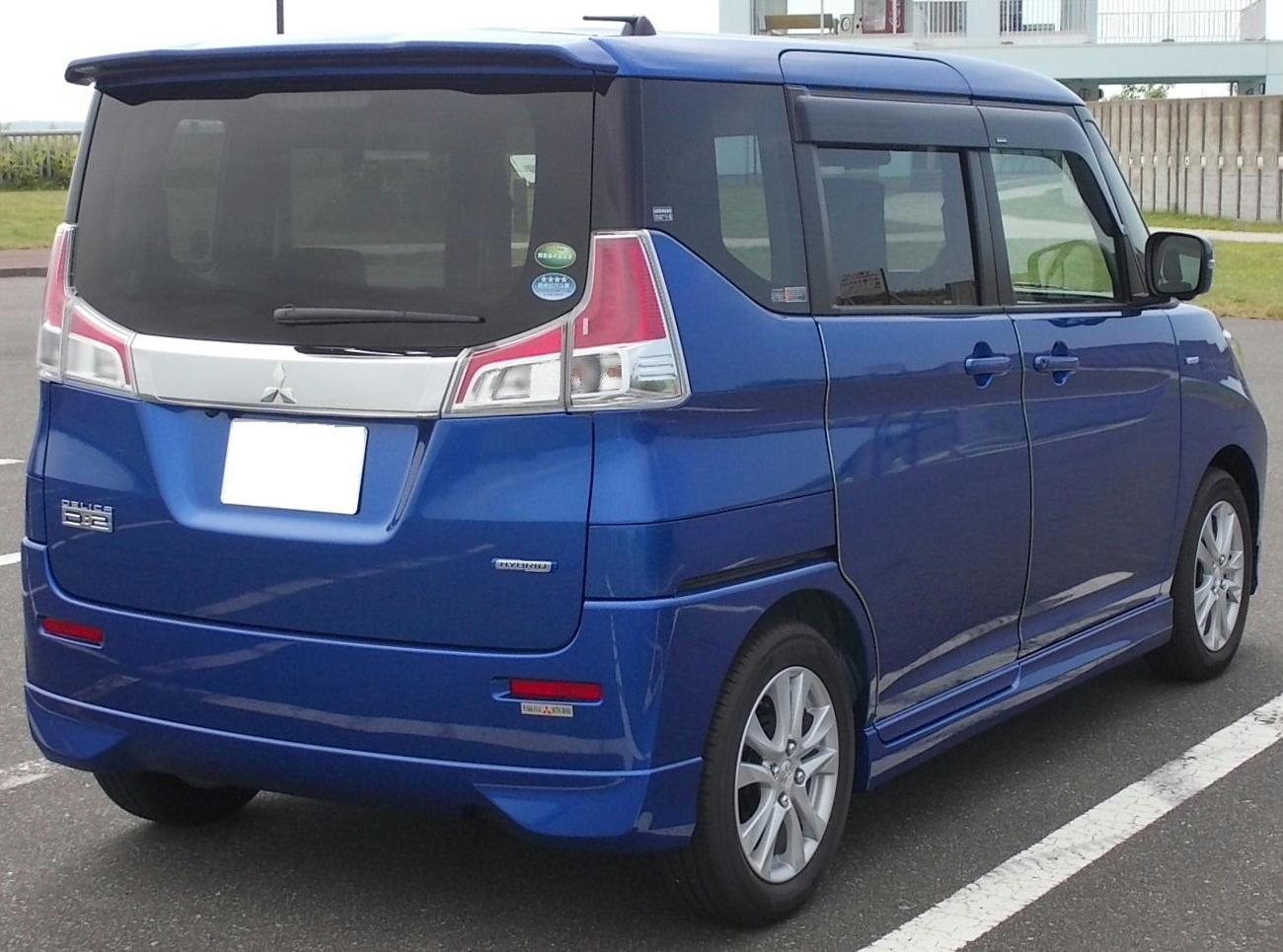
Mitsubishi Delica D:2
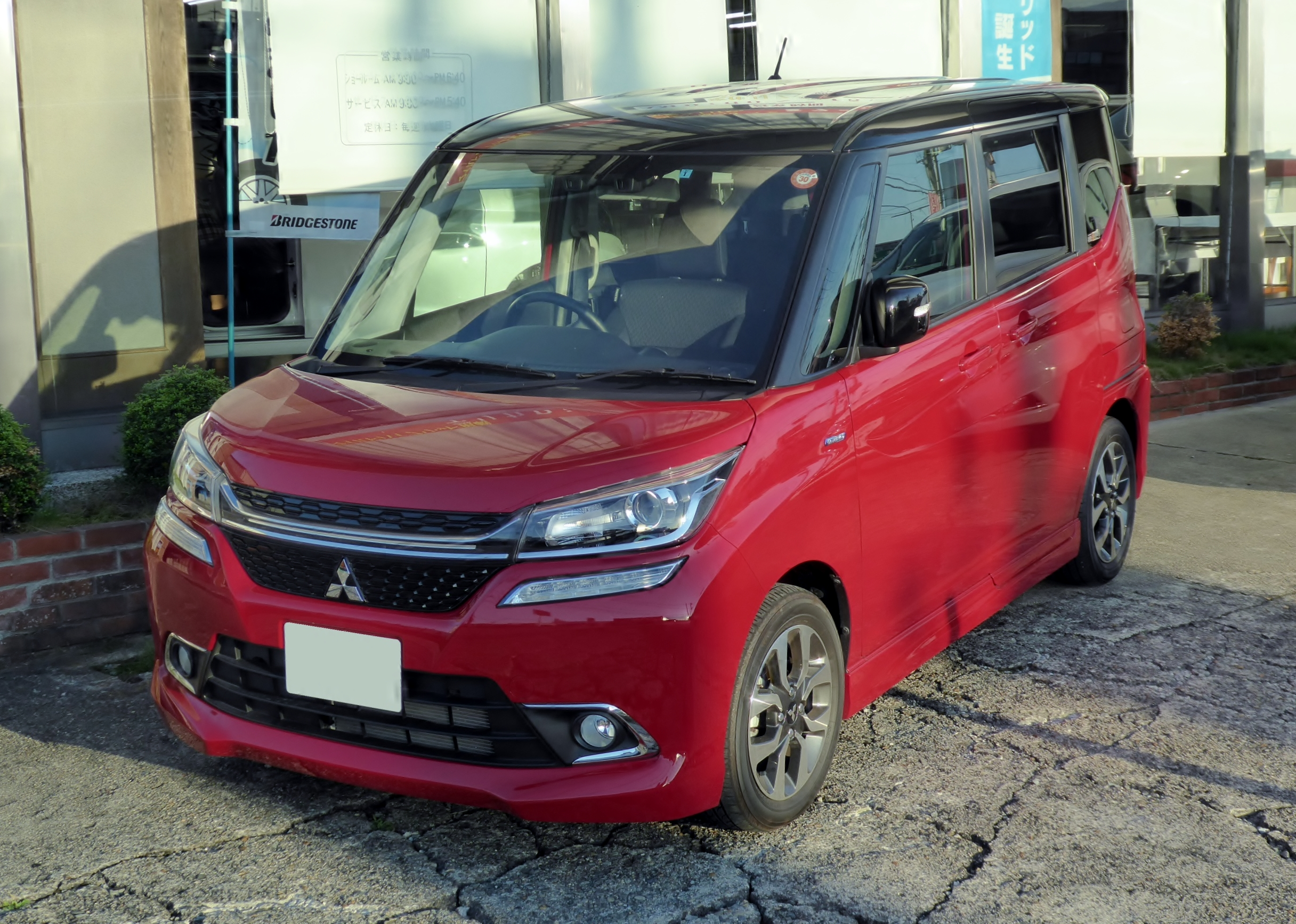
Mitsubishi Delica D:2 Custom
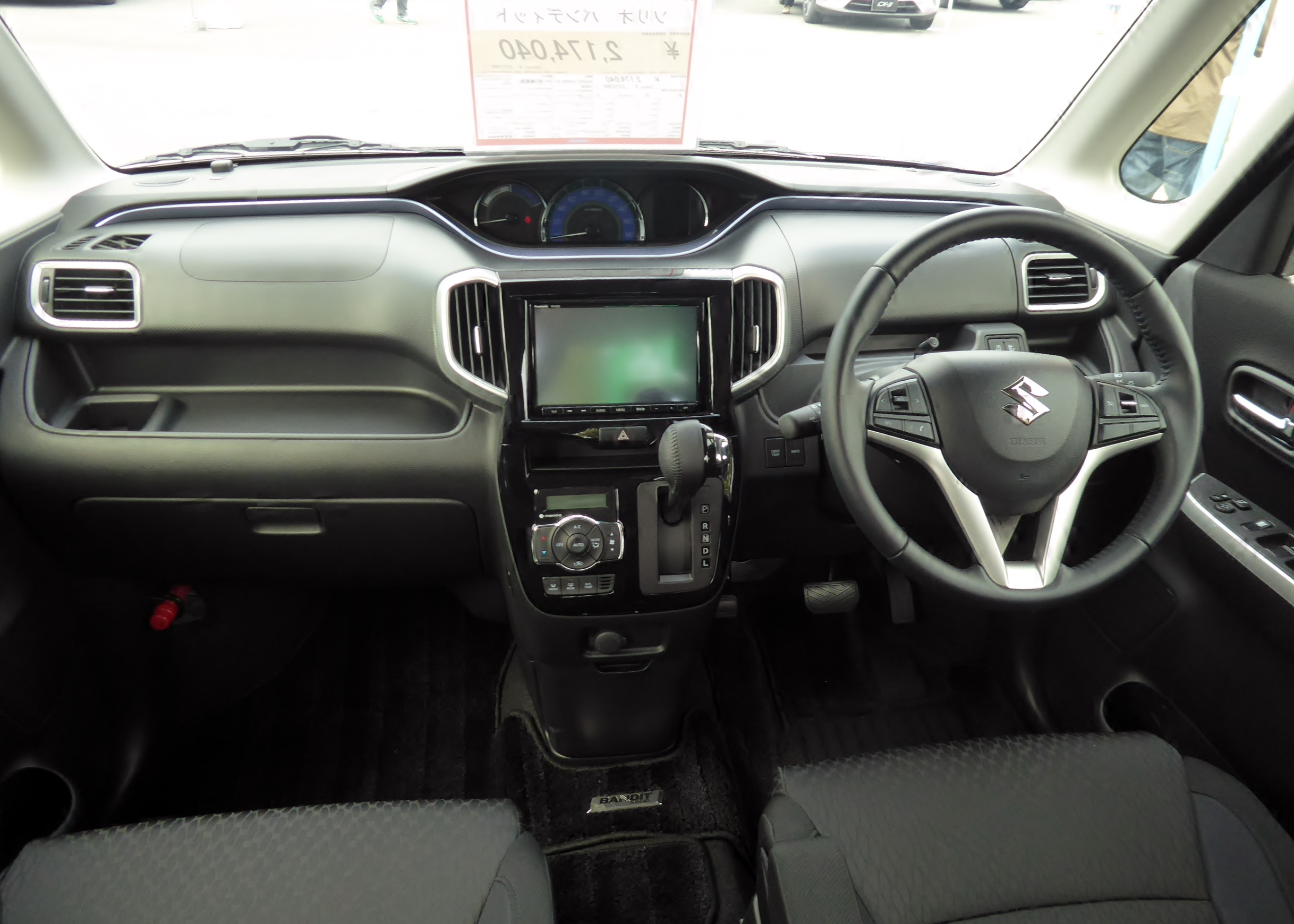
Интерьер

## Четвёртое поколение (MA27S/MA37S/MAD7S; 2020)
Четвёртое поколение Solio было запущено в производство 25 ноября 2020 года в Японии.

Первоначально автомобили продавались только с 1,2-литровым четырёхцилиндровым двигателем K12C и мягким гибридом (опционально). В декабре 2022 года в модельный ряд были добавлены полноценные гибридные автомобили. В январе 2025 года на смену двигателю K12C пришёл трёхцилиндровый двигатель Z12E немного меньшего рабочего объёма.

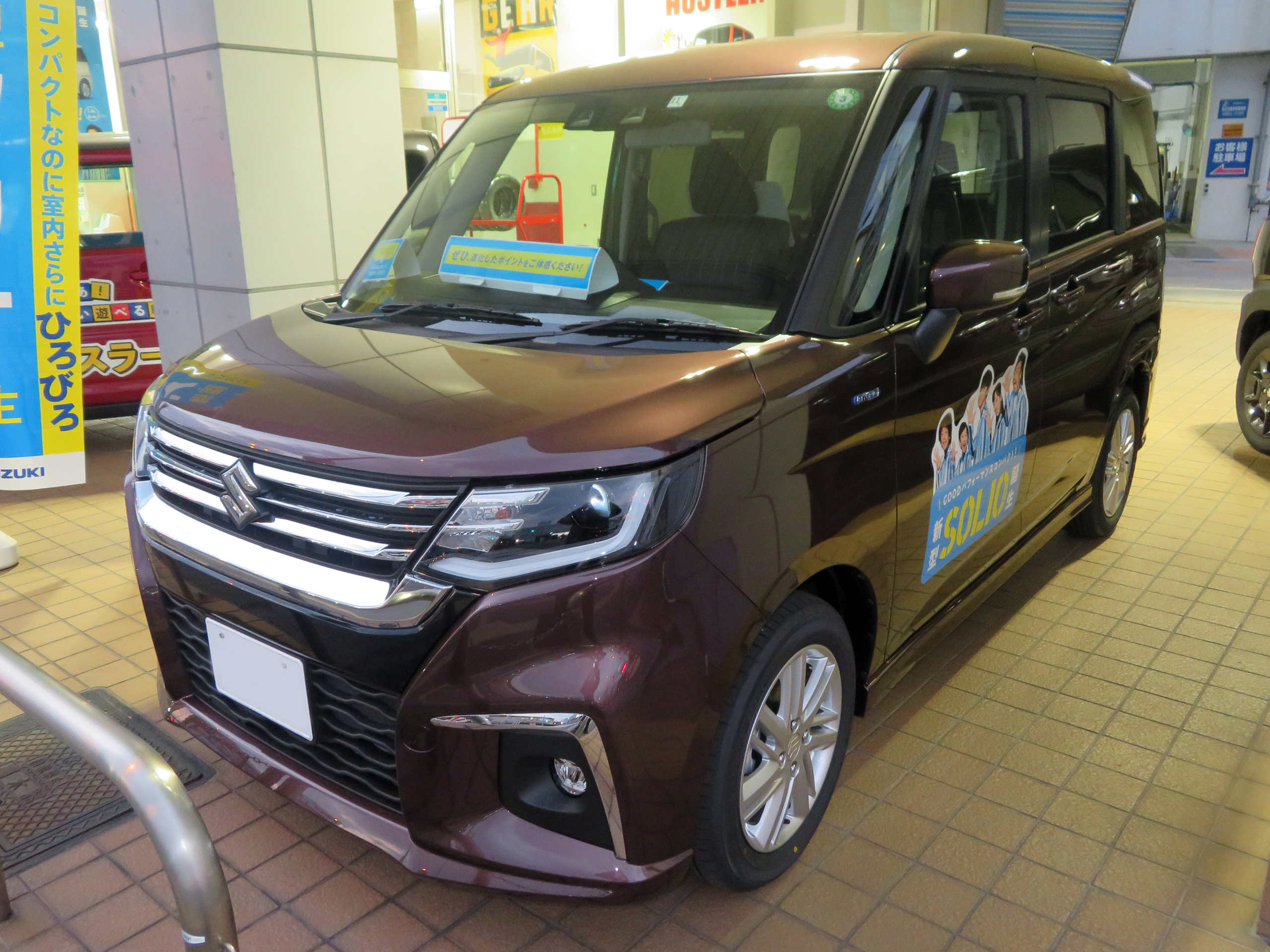
2020 Suzuki Solio Hybrid MZ
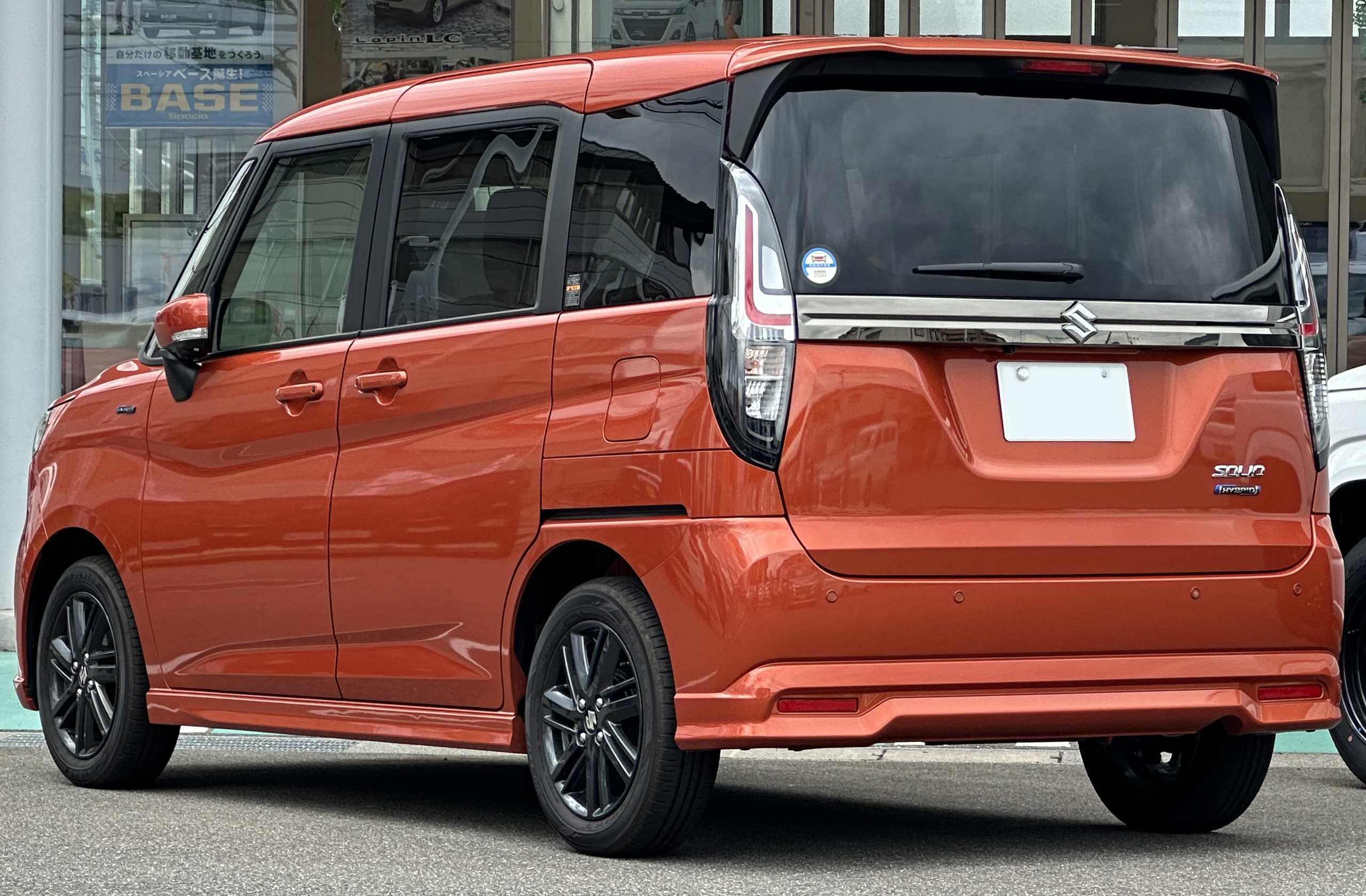
Вид сзади
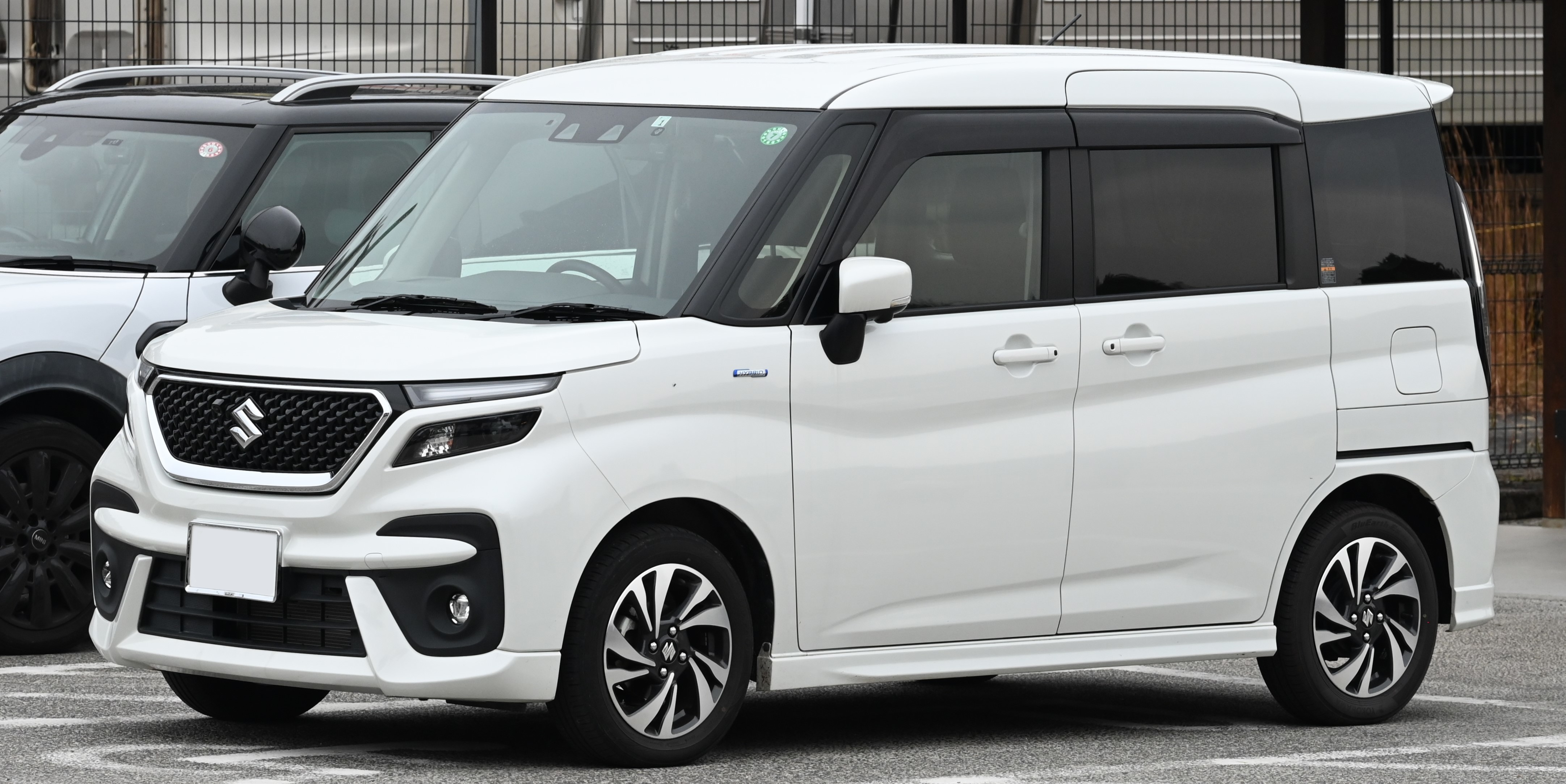
Suzuki Solio Bandit Hybrid MV
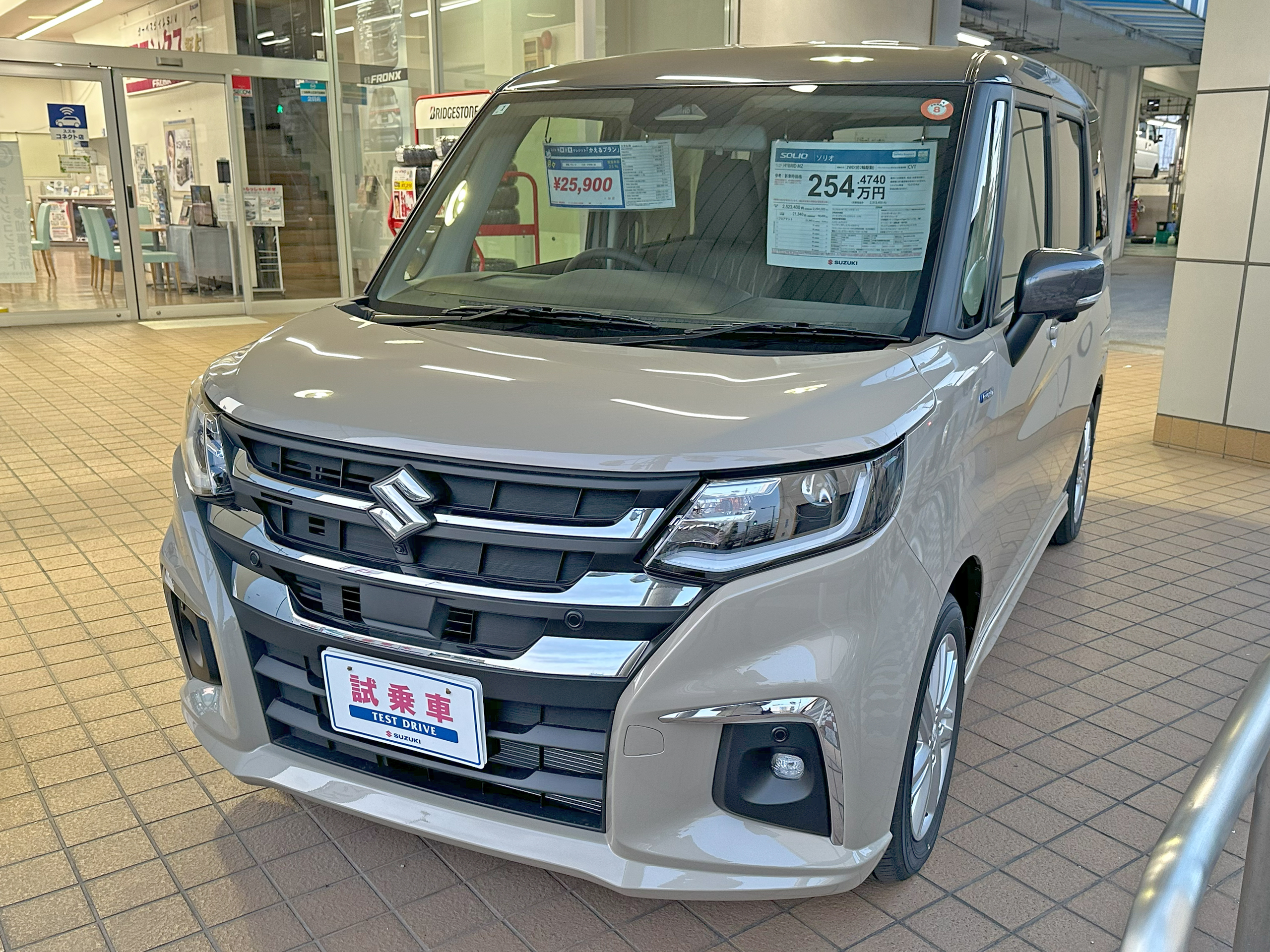
Фейслифтинговый Suzuki Solio Hybrid MZ
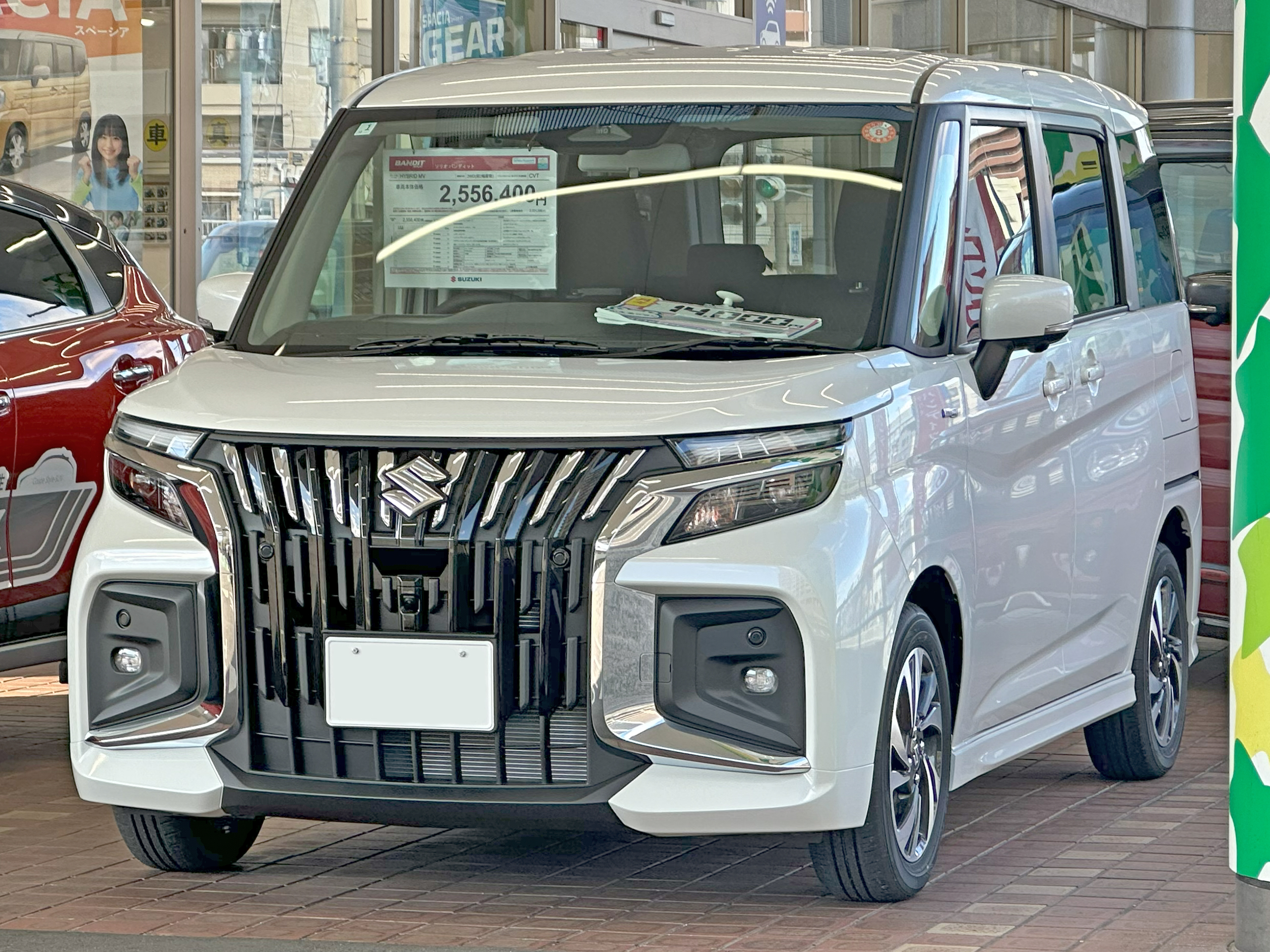
Фейслифтинговый Suzuki Solio Bandit Hybrid MV
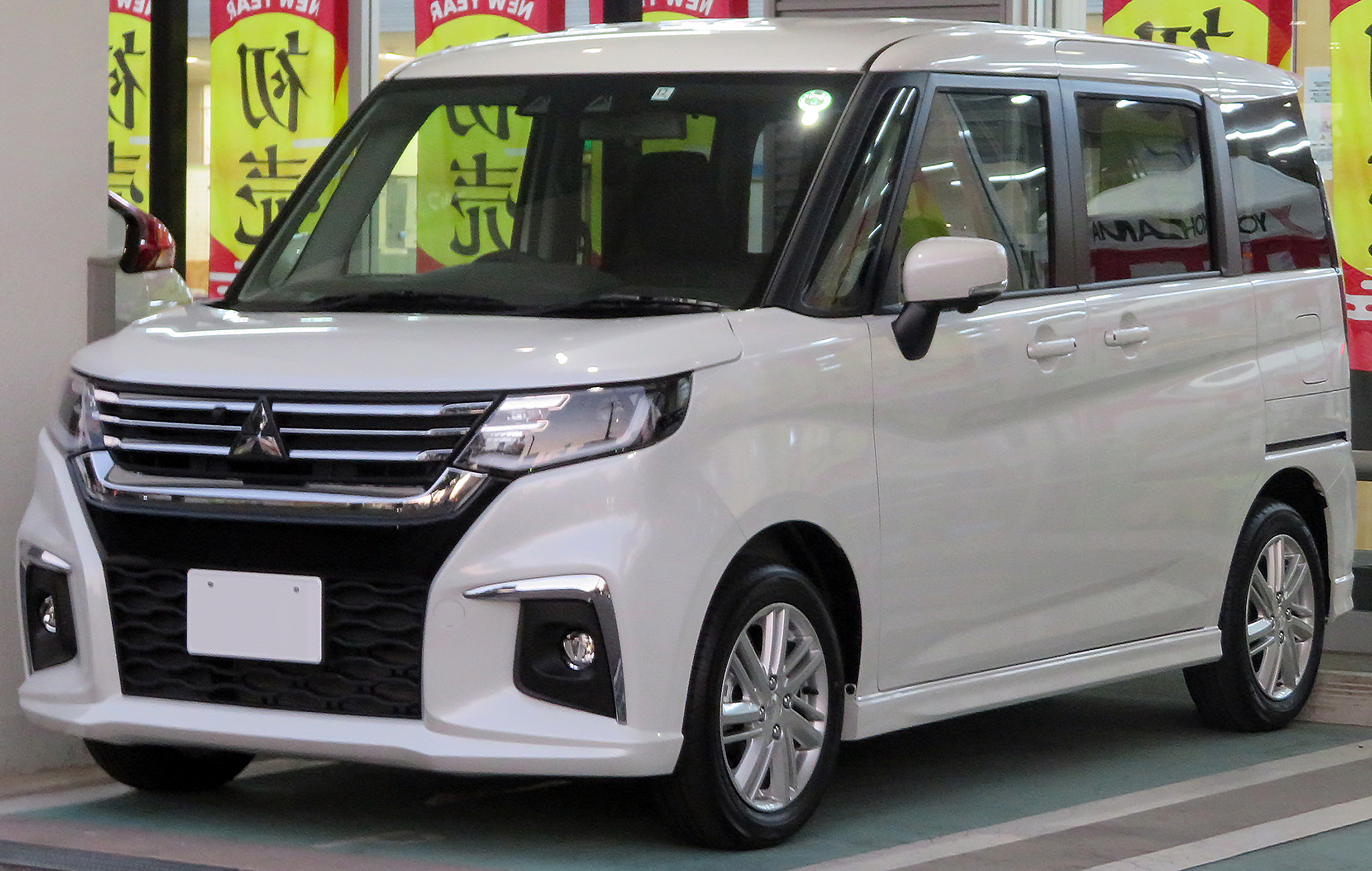
2021 Mitsubishi Delica D:2 Hybrid MZ 4WD (MB37S)
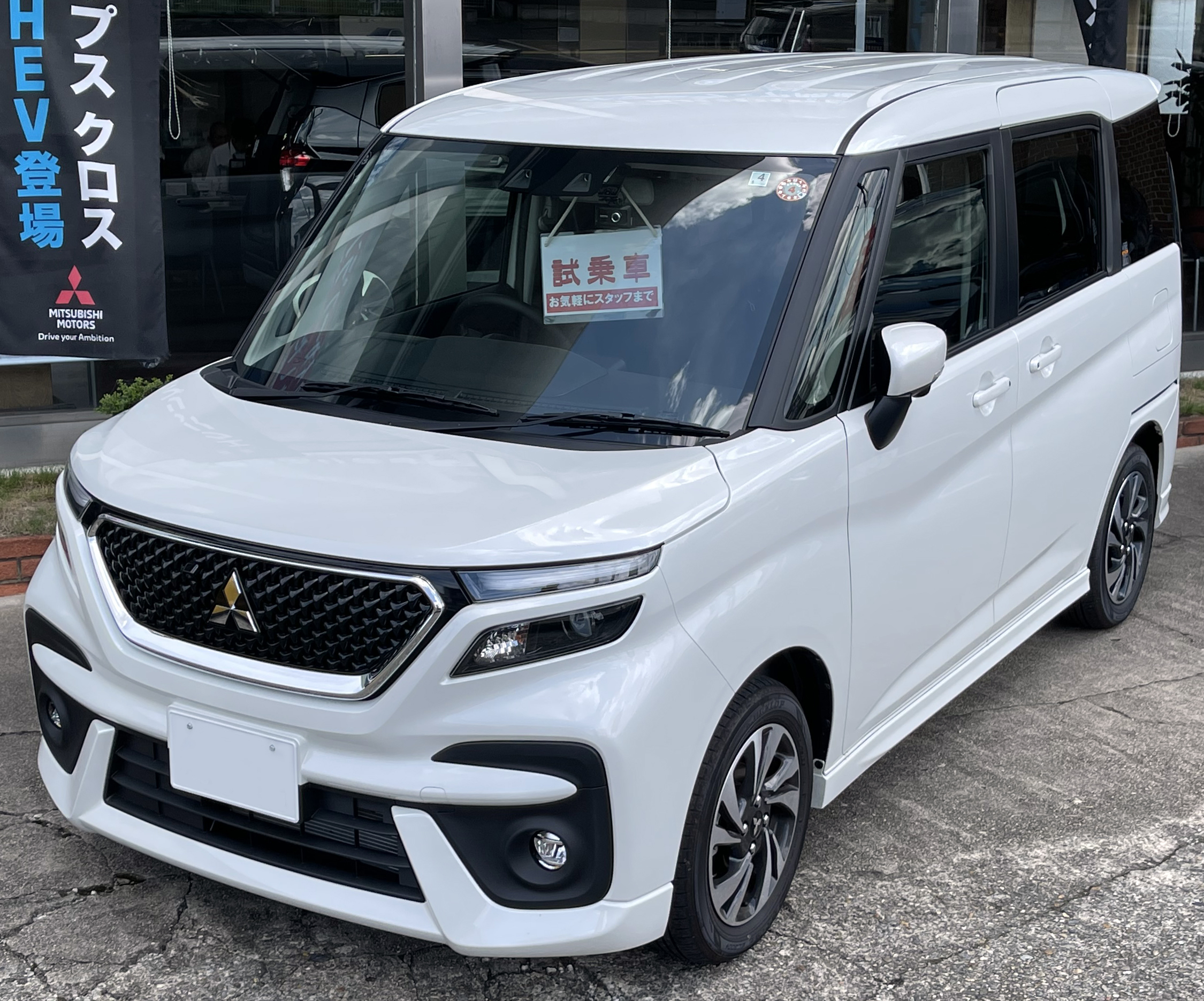
2021 Mitsubishi Delica D:2 Custom Hybrid MV 2WD (MB37S)
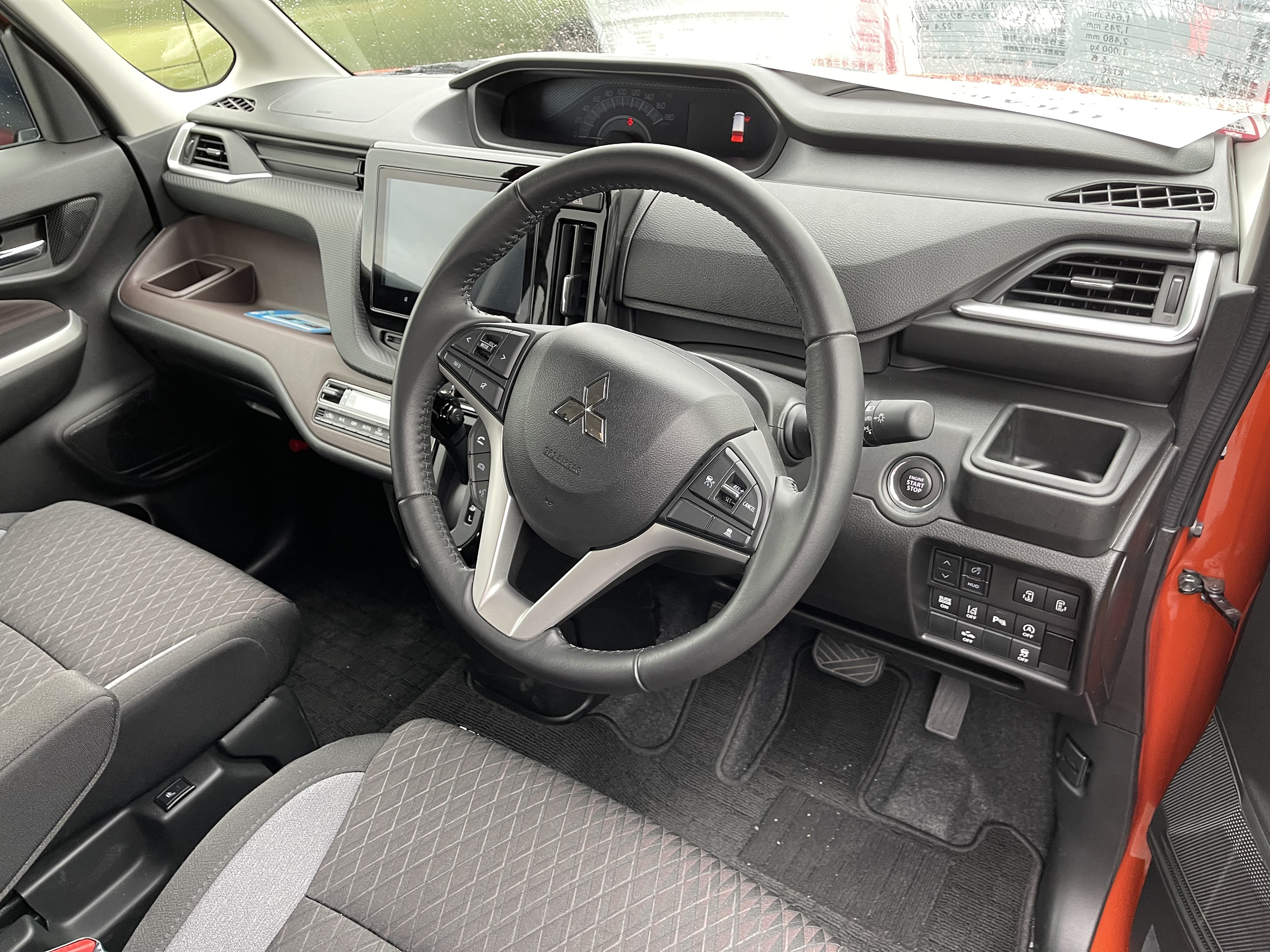
Интерьер

## Продажи
| Год  | Япония |
| ---- | ------ |
| 2011 | 36,902 |
| 2012 | 38,877 |
| 2013 | 30,296 |
| 2014 | 32,857 |
| 2015 | 38,488 |
| 2016 | 48,814 |
| 2017 | 49,742 |
| 2018 | 44,884 |
| 2019 | 44,488 |
| 2020 | 40,342 |
| 2021 | 44,713 |
| 2022 | 41,590 |
| 2023 | 47,983 |